# Major League Soccer 2022
La temporada 2022 de la Major League Soccer (MLS) fue la vigésima séptima edición de la primera división del fútbol en los Estados Unidos y Canadá. Comenzó el 26 de febrero y concluyó el 5 de noviembre con la final de la MLS Cup, en la cual Los Angeles Football Club se impuso en la tanda de penales al Philadelphia Union por 3-0 tras empatar 3-3 en el tiempo reglamentario, alzando el primer campeonato de su historia.

## Cambios
- El calendario comenzó a jugarse en febrero y no en abril como la temporada pasada para terminar antes del inicio de la Copa Mundial de Catar 2022.[2]
- El Charlotte Football Club se unió a la liga como equipo de expansión para la temporada 2022.[3]
- El Nashville Soccer Club estrenó su estadio específico para fútbol, el Geodis Park el 1 de mayo.[2]

## Información de los equipos
| Equipo                                    | Ciudad            | Entrenador                     | Estadio                    | Aforo  | Patrocinador              | Marca  |
| ----------------------------------------- | ----------------- | ------------------------------ | -------------------------- | ------ | ------------------------- | ------ |
| Atlanta United                            | Atlanta           | Gonzalo Pineda                 | Mercedes-Benz Stadium      | 42 500 | American Family Insurance | Adidas |
| Austin F. C.                              | Austin            | Josh Wolff                     | Estadio Q2                 | 20 500 | Yeti                      | Adidas |
| C. F. Montréal                            | Montreal          | Wilfried Nancy                 | Estadio Saputo             | 20 801 | Banco de Montreal         | Adidas |
| Charlotte F. C.                           | Charlotte         | Christian Lattanzio (interino) | Bank of America Stadium    | 74 867 | Bandera de ?              | Adidas |
| Chicago Fire                              | Chicago           | Ezra Hendrickson               | Soldier Field              | 24 995 | Motorola Mobility         | Adidas |
| Colorado Rapids                           | Commerce City     | Robin Fraser                   | Dick's Sporting Goods Park | 18 061 | Sin Patrocinador          | Adidas |
| Columbus Crew                             | Columbus          | Caleb Porter                   | Lower.com Field            | 20 011 | Nationwide                | Adidas |
| D. C. United                              | Washington D. C.  | Wayne Rooney                   | Audi Field                 | 20 000 | Leidos                    | Adidas |
| F. C. Cincinnati                          | Cincinnati        | Pat Noonan                     | TQL Stadium                | 26 000 | Mercy Health              | Adidas |
| F. C. Dallas                              | Frisco            | Nico Estévez                   | Toyota Stadium             | 20 500 | MTX Group                 | Adidas |
| Houston Dynamo                            | Houston           | Kenny Bundy (interino)         | PNC Stadium                | 22 039 | MD Anderson               | Adidas |
| Inter Miami                               | Fort Lauderdale   | Phil Neville                   | DRV PNK Stadium            | 18 000 | Sin Patrocinador          | Adidas |
| Los Angeles F. C.                         | Los Ángeles       | Steve Cherundolo               | Banc of California Stadium | 22 000 | Flex                      | Adidas |
| Los Angeles Galaxy                        | Carson            | Greg Vanney                    | Dignity Health Sports Park | 27 000 | Herbalife                 | Adidas |
| Minnesota United                          | Saint Paul        | Adrian Heath                   | Allianz Field              | 19 400 | Target                    | Adidas |
| Nashville S. C.                           | Nashville         | Gary Smith                     | Geodis Park                | 30 000 | Renasant Bank             | Adidas |
| New England Revolution                    | Foxborough        | Bruce Arena                    | Gillette Stadium           | 25 000 | UnitedHealth Group        | Adidas |
| New York City F. C.                       | Bronx, Nueva York | Nick Cushing (interino)        | Yankee Stadium             | 28 940 | Etihad Airways            | Adidas |
| New York Red Bulls                        | Harrison          | Gerhard Struber                | Red Bull Arena             | 25 000 | Red Bull                  | Adidas |
| Orlando City S. C.                        | Orlando           | Óscar Pareja                   | Exploria Stadium           | 25 500 | Orlando Health            | Adidas |
| Philadelphia Union                        | Chester           | Jim Curtin                     | Subaru Park                | 18 500 | Bimbo Bakeries            | Adidas |
| Portland Timbers                          | Portland          | Giovanni Savarese              | Providence Park            | 25 218 | Alaska Airlines           | Adidas |
| Real Salt Lake                            | Sandy             | Pablo Mastroeni                | Rio Tinto Stadium          | 20 180 | LifeVantage               | Adidas |
| San Jose Earthquakes                      | San José          | Luchi Gonzalez                 | PayPal Park                | 18 000 | Intermedia                | Adidas |
| Seattle Sounders                          | Seattle           | Brian Schmetzer                | CenturyLink Field          | 39 419 | Zulily                    | Adidas |
| Sporting Kansas City                      | Kansas City       | Peter Vermes                   | Children's Mercy Park      | 18 467 | Victory Project           | Adidas |
| Toronto F. C.                             | Toronto           | Bob Bradley                    | BMO Field                  | 29 489 | Banco de Montreal         | Adidas |
| Vancouver Whitecaps                       | Vancouver         | Vanni Sartini                  | BC Place                   | 22 120 | Bell Canada               | Adidas |
| Datos actualizados al 3 de enero de 2022. |                   |                                |                            |        |                           |        |

### Equipos por estados
| Estado             | N.º | Equipos                                                              |
| ------------------ | --- | -------------------------------------------------------------------- |
| California         | 3   | Los Angeles Football Club, Los Angeles Galaxy y San Jose Earthquakes |
| Texas              | 3   | Austin F. C., F. C. Dallas y Houston Dynamo                          |
| Florida            | 2   | Inter Miami y Orlando City S. C.                                     |
| Ohio               | 2   | Columbus Crew y F. C. Cincinnati                                     |
| Carolina del Norte | 1   | Charlotte F. C.                                                      |
| Colorado           | 1   | Colorado Rapids                                                      |
| Georgia            | 1   | Atlanta United                                                       |
| Illinois           | 1   | Chicago Fire                                                         |
| Kansas             | 1   | Sporting Kansas City                                                 |
| Massachusetts      | 1   | New England Revolution                                               |
| Minnesota          | 1   | Minnesota United                                                     |
| Nueva Jersey       | 1   | New York Red Bulls                                                   |
| Nueva York         | 1   | New York City F. C.                                                  |
| Oregón             | 1   | Portland Timbers                                                     |
| Pensilvania        | 1   | Philadelphia Union                                                   |
| Utah               | 1   | Real Salt Lake                                                       |
| Tennessee          | 1   | Nashville S. C.                                                      |
| Washington         | 1   | Seattle Sounders                                                     |
| Washington D. C.   | 1   | D. C. United                                                         |

Canadá
| Provincia          | N.º | Equipos                |
| ------------------ | --- | ---------------------- |
| Columbia Británica | 1   | Vancouver Whitecaps FC |
| Ontario            | 1   | Toronto FC             |
| Quebec             | 1   | CF Montréal            |

## Posiciones
La temporada regular comenzó el 26 de febrero y concluyó el 9 de octubre. La competencia estuvo dividida en dos conferencias, con 14 franquicias en cada una. Cada equipo jugó 34 partidos, 17 de local y 17 de visitante. Cada equipo jugó contra los demás clubes de su misma conferencia, a encuentros de ida y vuelta, para un total de 26 partidos; los restantes 8 cruces se disputaron contra 4 de los 14 equipos de la otra conferencia.

### Conferencia Este
| Pos. | Equipo                 | Pts. | PJ | G  | E  | P  | GF | GC | Dif. | Clasificación |
| ---- | ---------------------- | ---- | -- | -- | -- | -- | -- | -- | ---- | ------------- |
| 1    | Philadelphia Union     | 67   | 34 | 19 | 10 | 5  | 72 | 26 | +46  | Semifinales   |
| 2    | C. F. Montréal         | 65   | 34 | 20 | 5  | 9  | 64 | 51 | +13  | Primera ronda |
| 3    | New York City F. C.    | 55   | 34 | 16 | 7  | 11 | 57 | 41 | +16  | Primera ronda |
| 4    | New York Red Bulls     | 53   | 34 | 15 | 8  | 11 | 50 | 41 | +9   | Primera ronda |
| 5    | F. C. Cincinnati       | 49   | 34 | 12 | 13 | 9  | 64 | 56 | +8   | Primera ronda |
| 6    | Inter Miami            | 48   | 34 | 14 | 6  | 14 | 47 | 56 | −9   | Primera ronda |
| 7    | Orlando City S. C.     | 48   | 34 | 14 | 6  | 14 | 44 | 53 | −9   | Primera ronda |
| 8    | Columbus Crew          | 46   | 34 | 10 | 16 | 8  | 46 | 41 | +5   |               |
| 9    | Charlotte F. C.        | 42   | 34 | 13 | 3  | 18 | 44 | 52 | −8   |               |
| 10   | New England Revolution | 42   | 34 | 10 | 12 | 12 | 47 | 50 | −3   |               |
| 11   | Atlanta United         | 40   | 34 | 10 | 10 | 14 | 48 | 54 | −6   |               |
| 12   | Chicago Fire           | 39   | 34 | 10 | 9  | 15 | 39 | 48 | −9   |               |
| 13   | Toronto F. C.          | 34   | 34 | 9  | 7  | 18 | 49 | 66 | −17  |               |
| 14   | D. C. United           | 27   | 34 | 7  | 6  | 21 | 36 | 71 | −35  |               |

 Fuente: MLS Standing
Criterios de clasificación: 1) Puntos; 2) Partidos ganados; 3) Diferencia de goles; 4) Goles anotados; 5) Puntos disciplinarios; 6) Diferencia de goles de visitante; 7) Goles de visitante; 8) Diferencia de goles de local; 9) Goles anotados de local; 10) Moneda al aire (solo 2 clubes), sorteo (más de 3 clubes).

### Conferencia Oeste
| Pos. | Equipo               | Pts. | PJ | G  | E  | P  | GF | GC | Dif. | Clasificación |
| ---- | -------------------- | ---- | -- | -- | -- | -- | -- | -- | ---- | ------------- |
| 1    | Los Angeles F. C.    | 67   | 34 | 21 | 4  | 9  | 66 | 38 | +28  | Semifinales   |
| 2    | Austin F. C.         | 56   | 34 | 16 | 8  | 10 | 65 | 49 | +16  | Primera ronda |
| 3    | F. C. Dallas         | 53   | 34 | 14 | 11 | 9  | 48 | 37 | +11  | Primera ronda |
| 4    | Los Angeles Galaxy   | 50   | 34 | 14 | 8  | 12 | 58 | 51 | +7   | Primera ronda |
| 5    | Nashville S. C.      | 50   | 34 | 13 | 11 | 10 | 52 | 41 | +11  | Primera ronda |
| 6    | Minnesota United     | 48   | 34 | 14 | 6  | 14 | 47 | 50 | −3   | Primera ronda |
| 7    | Real Salt Lake       | 47   | 34 | 12 | 11 | 11 | 43 | 45 | −2   | Primera ronda |
| 8    | Portland Timbers     | 46   | 34 | 11 | 13 | 10 | 51 | 51 | 0    |               |
| 9    | Vancouver Whitecaps  | 43   | 34 | 12 | 7  | 15 | 40 | 57 | −17  |               |
| 10   | Colorado Rapids      | 43   | 34 | 11 | 10 | 13 | 46 | 57 | −11  |               |
| 11   | Seattle Sounders     | 41   | 34 | 12 | 5  | 17 | 47 | 46 | +1   |               |
| 12   | Sporting Kansas City | 40   | 34 | 11 | 7  | 16 | 42 | 54 | −12  |               |
| 13   | Houston Dynamo       | 36   | 34 | 10 | 6  | 18 | 43 | 56 | −13  |               |
| 14   | San Jose Earthquakes | 35   | 34 | 8  | 11 | 15 | 52 | 69 | −17  |               |

 Fuente: MLS Standings
Criterios de clasificación: 1) Puntos; 2) Partidos ganados; 3) Diferencia de goles; 4) Goles anotados; 5) Puntos disciplinarios; 6) Diferencia de goles de visitante; 7) Goles de visitante; 8) Diferencia de goles de local; 9) Goles anotados de local; 10) Moneda al aire (solo 2 clubes), sorteo (más de 3 clubes).

### Tabla general
| Pos. | Equipo                 | Pts. | PJ | G  | E  | P  | GF | GC | Dif. | Clasificación                         |
| ---- | ---------------------- | ---- | -- | -- | -- | -- | -- | -- | ---- | ------------------------------------- |
| 1    | Los Angeles F. C.      | 67   | 34 | 21 | 4  | 9  | 66 | 38 | +28  | Liga de Campeones de la Concacaf 2023 |
| 2    | Philadelphia Union     | 67   | 34 | 19 | 10 | 5  | 72 | 26 | +46  | Liga de Campeones de la Concacaf 2023 |
| 3    | C. F. Montréal         | 65   | 34 | 20 | 5  | 9  | 64 | 51 | +13  |                                       |
| 4    | Austin F. C.           | 56   | 34 | 16 | 8  | 10 | 65 | 49 | +16  | Liga de Campeones de la Concacaf 2023 |
| 5    | New York City F. C.    | 55   | 34 | 16 | 7  | 11 | 57 | 41 | +16  |                                       |
| 6    | New York Red Bulls     | 53   | 34 | 15 | 8  | 11 | 50 | 41 | +9   |                                       |
| 7    | F. C. Dallas           | 53   | 34 | 14 | 11 | 9  | 48 | 37 | +11  |                                       |
| 8    | Los Angeles Galaxy     | 50   | 34 | 14 | 8  | 12 | 58 | 51 | +7   |                                       |
| 9    | Nashville S. C.        | 50   | 34 | 13 | 11 | 10 | 52 | 41 | +11  |                                       |
| 10   | F. C. Cincinnati       | 49   | 34 | 12 | 13 | 9  | 64 | 56 | +8   |                                       |
| 11   | Minnesota United       | 48   | 34 | 14 | 6  | 14 | 47 | 50 | −3   |                                       |
| 12   | Inter Miami            | 48   | 34 | 14 | 6  | 14 | 47 | 56 | −9   |                                       |
| 13   | Orlando City S. C.     | 48   | 34 | 14 | 6  | 14 | 44 | 53 | −9   | Liga de Campeones de la Concacaf 2023 |
| 14   | Real Salt Lake         | 47   | 34 | 12 | 11 | 11 | 43 | 45 | −2   |                                       |
| 15   | Portland Timbers       | 46   | 34 | 11 | 13 | 10 | 51 | 51 | 0    |                                       |
| 16   | Columbus Crew          | 46   | 34 | 10 | 16 | 8  | 46 | 41 | +5   |                                       |
| 17   | Vancouver Whitecaps    | 43   | 34 | 12 | 7  | 15 | 40 | 57 | −17  | Liga de Campeones de la Concacaf 2023 |
| 18   | Colorado Rapids        | 43   | 34 | 11 | 10 | 13 | 46 | 57 | −11  |                                       |
| 19   | Charlotte F. C.        | 42   | 34 | 13 | 3  | 18 | 44 | 52 | −8   |                                       |
| 20   | New England Revolution | 42   | 34 | 10 | 12 | 12 | 47 | 50 | −3   |                                       |
| 21   | Seattle Sounders       | 41   | 34 | 12 | 5  | 17 | 47 | 46 | +1   |                                       |
| 22   | Sporting Kansas City   | 40   | 34 | 11 | 7  | 16 | 42 | 54 | −12  |                                       |
| 23   | Atlanta United         | 40   | 34 | 10 | 10 | 14 | 48 | 54 | −6   |                                       |
| 24   | Chicago Fire           | 39   | 34 | 10 | 9  | 15 | 39 | 48 | −9   |                                       |
| 25   | Houston Dynamo         | 36   | 34 | 10 | 6  | 18 | 43 | 56 | −13  |                                       |
| 26   | San Jose Earthquakes   | 35   | 34 | 8  | 11 | 15 | 52 | 69 | −17  |                                       |
| 27   | Toronto F. C.          | 34   | 34 | 9  | 7  | 18 | 49 | 66 | −17  |                                       |
| 28   | D. C. United           | 27   | 34 | 7  | 6  | 21 | 36 | 71 | −35  |                                       |

 Fuente: MLS Standings
Criterios de clasificación: 1) Puntos; 2) Partidos ganados; 3) Diferencia de goles; 4) Goles anotados; 5) Puntos disciplinarios; 6) Diferencia de goles de visitante; 7) Goles de visitante; 8) Diferencia de goles de local; 9) Goles anotados de local; 10) Moneda al aire (solo 2 clubes), sorteo (más de 3 clubes).
Notas:
1. ↑  Ganador de la MLS Supporters' Shield 2022 y MLS Cup 2022
2. ↑  Campeón de la Conferencia Este
3. ↑  Clasificado como el equipo estadounidense mejor ubicado de la temporada 2022
4. ↑  Campeón de la U.S. Open Cup 2022
5. ↑  Campeón del Campeonato Canadiense de Fútbol 2022

## Resultados
- Los horarios corresponden al huso horario de Estados Unidos: (Hora del Este, UTC-5 en horario estándar).

| Jornada 1            | Jornada 1 | Jornada 1              | Jornada 1                  | Jornada 1     | Jornada 1 | Jornada 1 |
| Local                | Resultado | Visitante              | Estadio                    | Fecha         | Hora      |           |
| -------------------- | --------- | ---------------------- | -------------------------- | ------------- | --------- | --------- |
| Philadelphia Union   | 1 - 1     | Minnesota United       | Subaru Park                | 26 de febrero | 13:30     |           |
| Columbus Crew        | 4 - 0     | Vancouver Whitecaps    | Lower.com Field            | 26 de febrero | 15:30     |           |
| Los Angeles F. C.    | 3 - 0     | Colorado Rapids        | Banc of California Stadium | 26 de febrero | 15:30     |           |
| F. C. Dallas         | 1 - 1     | Toronto F. C.          | Toyota Stadium             | 26 de febrero | 17:30     |           |
| D. C. United         | 3 - 0     | Charlotte F. C.        | Audi Field                 | 26 de febrero | 18:00     |           |
| Austin F. C.         | 5 - 0     | F. C. Cincinnati       | Q2 Stadium                 | 26 de febrero | 18:00     |           |
| Inter Miami          | 0 - 0     | Chicago Fire           | DRV PNK Stadium            | 26 de febrero | 18:00     |           |
| San Jose Earthquakes | 1 - 3     | New York Red Bulls     | PayPal Park                | 26 de febrero | 18:00     |           |
| Portland Timbers     | 2 - 2     | New England Revolution | Providence Park            | 26 de febrero | 19:30     |           |
| Orlando City         | 2 - 0     | C. F. Montréal         | Exploria Stadium           | 27 de febrero | 13:00     |           |
| Atlanta United       | 3 - 1     | Sporting Kansas City   | Mercedes-Benz Stadium      | 27 de febrero | 15:00     |           |
| Los Angeles Galaxy   | 1 - 0     | New York City          | Dignity Health Sports Park | 27 de febrero | 17:00     |           |
| Houston Dynamo       | 0 - 0     | Real Salt Lake         | PNC Stadium                | 27 de febrero | 19:00     |           |
| Seattle Sounders     | 0 - 1     | Nashville S. C.        | CenturyLink Field          | 27 de febrero | 20:00     |           |

| Jornada 2              | Jornada 2 | Jornada 2          | Jornada 2                  | Jornada 2  | Jornada 2 | Jornada 2 |
| Local                  | Resultado | Visitante          | Estadio                    | Fecha      | Hora      |           |
| ---------------------- | --------- | ------------------ | -------------------------- | ---------- | --------- | --------- |
| New England Revolution | 1 - 0     | F. C. Dallas       | Gillette Stadium           | 5 de marzo | 13:30     |           |
| Toronto F. C.          | 1 - 4     | New York Red Bulls | BMO Field                  | 5 de marzo | 14:00     |           |
| Sporting Kansas City   | 1 - 0     | Houston Dynamo     | Children's Mercy Park      | 5 de marzo | 15:30     |           |
| Montréal C. F.         | 1 - 2     | Philadelphia Union | Saputo                     | 5 de marzo | 16:00     |           |
| San Jose Earthquakes   | 3 - 3     | Columbus Crew      | PayPal Park                | 5 de marzo | 17:30     |           |
| F. C. Cincinnati       | 0 - 1     | D. C. United       | TQL Stadium                | 5 de marzo | 18:00     |           |
| Chicago Fire           | 0 - 0     | Orlando City       | Soldier Field              | 5 de marzo | 18:00     |           |
| Minnesota United       | 1 - 1     | Nashville S. C.    | Allianz Field              | 5 de marzo | 18:00     |           |
| Colorado Rapids        | 3 - 0     | Atlanta United     | Dick's Sporting Goods Park | 5 de marzo | 18:00     |           |
| Real Salt Lake         | 1 - 0     | Seattle Sounders   | Rio Tinto Stadium          | 5 de marzo | 18:00     |           |
| Vancouver Whitecaps    | 0 - 0     | New York City      | BC Place                   | 5 de marzo | 18:00     |           |
| Charlotte F. C.        | 0 - 1     | Los Angeles Galaxy | Bank of America Stadium    | 5 de marzo | 19:30     |           |
| Austin F. C.           | 5 - 1     | Inter Miami        | Q2 Stadium                 | 6 de marzo | 16:00     |           |
| Los Angeles F. C.      | 1 - 1     | Portland Timbers   | Banc of California Stadium | 6 de marzo | 22:00     |           |

| Jornada 3              | Jornada 3 | Jornada 3            | Jornada 3                  | Jornada 3   | Jornada 3 | Jornada 3 |
| Local                  | Resultado | Visitante            | Estadio                    | Fecha       | Hora      |           |
| ---------------------- | --------- | -------------------- | -------------------------- | ----------- | --------- | --------- |
| New York City          | 4 - 1     | C. F. Montréal       | Yankee Stadium             | 12 de marzo | 13:00     |           |
| Columbus Crew          | 2 - 1     | Toronto F. C.        | Lower.com Field            | 12 de marzo | 13:30     |           |
| Inter Miami            | 0 - 2     | Los Angeles F. C.    | DRV PNK Stadium            | 12 de marzo | 13:30     |           |
| Seattle Sounders       | 3 - 2     | Los Angeles Galaxy   | CenturyLink Field          | 12 de marzo | 15:30     |           |
| Houston Dynamo         | 2 - 1     | Vancouver Whitecaps  | PNC Stadium                | 12 de marzo | 18:30     |           |
| D. C. United           | 0 - 2     | Chicago Fire         | Audi Field                 | 12 de marzo | 19:30     |           |
| New England Revolution | 2 - 3     | Real Salt Lake       | Gillette Stadium           | 12 de marzo | 19:30     |           |
| Orlando City           | 1 - 2     | F. C. Cincinnati     | Exploria Stadium           | 12 de marzo | 19:30     |           |
| Philadelphia Union     | 2 - 0     | San Jose Earthquakes | Subaru Park                | 12 de marzo | 19:30     |           |
| F. C. Dallas           | 2 - 0     | Nashville S. C.      | Toyota Stadium             | 12 de marzo | 20:30     |           |
| Colorado Rapids        | 2 - 0     | Sporting Kansas City | Dick's Sporting Goods Park | 12 de marzo | 21:00     |           |
| Portland Timbers       | 1 - 0     | Austin F. C.         | Providence Park            | 12 de marzo | 22:00     |           |
| New York Red Bulls     | 0 - 1     | Minnesota United     | Red Bull Arena             | 13 de marzo | 14:00     |           |
| Atlanta United         | 2 - 1     | Charlotte F. C.      | Mercedes-Benz Stadium      | 13 de marzo | 15:30     |           |

| Jornada 4          | Jornada 4 | Jornada 4              | Jornada 4                  | Jornada 4   | Jornada 4 | Jornada 4 |
| Local              | Resultado | Visitante              | Estadio                    | Fecha       | Hora      |           |
| ------------------ | --------- | ---------------------- | -------------------------- | ----------- | --------- | --------- |
| F. C. Cincinnati   | 3 - 1     | Inter Miami            | TQL Stadium                | 19 de marzo | 12:00     |           |
| New York City      | 0 - 2     | Philadelphia Union     | Yankee Stadium             | 19 de marzo | 12:00     |           |
| Toronto F. C.      | 2 - 1     | D. C. United           | BMO Field                  | 19 de marzo | 14:00     |           |
| Los Angeles Galaxy | 0 - 1     | Orlando City           | Dignity Health Sports Park | 19 de marzo | 14:30     |           |
| Atlanta United     | 3 - 3     | C. F. Montréal         | Mercedes-Benz Stadium      | 19 de marzo | 15:00     |           |
| Chicago Fire       | 3 - 1     | Sporting Kansas City   | Soldier Field              | 19 de marzo | 17:00     |           |
| Charlotte F. C.    | 3 - 1     | New England Revolution | Bank of America Stadium    | 19 de marzo | 18:00     |           |
| Minnesota United   | 1 - 0     | San Jose Earthquakes   | Allianz Field              | 19 de marzo | 19:00     |           |
| Houston Dynamo     | 1 - 1     | Colorado Rapids        | PNC Stadium                | 19 de marzo | 19:30     |           |
| F. C. Dallas       | 4 - 1     | Portland Timbers       | Toyota Stadium             | 19 de marzo | 19:30     |           |
| Real Salt Lake     | 2 - 1     | Nashville S. C.        | Rio Tinto Stadium          | 19 de marzo | 20:00     |           |
| New York Red Bulls | 1 - 1     | Columbus Crew          | Red Bull Arena             | 20 de marzo | 13:00     |           |
| Austin F. C.       | 1 - 1     | Seattle Sounders       | Q2 Stadium                 | 20 de marzo | 15:30     |           |
| Los Angeles F. C.  | 3 - 1     | Vancouver Whitecaps    | Banc of California Stadium | 20 de marzo | 21:00     |           |

| Jornada 5              | Jornada 5 | Jornada 5            | Jornada 5                  | Jornada 5   | Jornada 5 | Jornada 5 |
| Local                  | Resultado | Visitante            | Estadio                    | Fecha       | Hora      |           |
| ---------------------- | --------- | -------------------- | -------------------------- | ----------- | --------- | --------- |
| Charlotte F. C.        | 2 - 0     | F. C. Cincinnati     | Bank of America Stadium    | 26 de marzo | 17:00     |           |
| Sporting Kansas City   | 1 - 0     | Real Salt Lake       | Children's Mercy Park      | 26 de marzo | 19:00     |           |
| Portland Timbers       | 1 - 1     | Orlando City         | Providence Park            | 27 de marzo | 15:00     |           |
| Chicago Fire           | 0 - 0     | F. C. Dallas         | Soldier Field              | 2 de abril  | 14:30     |           |
| F. C. Cincinnati       | 3 - 4     | C. F. Montréal       | TQL Stadium                | 2 de abril  | 15:00     |           |
| Toronto F. C.          | 2 - 1     | New York City        | BMO Field                  | 2 de abril  | 15:00     |           |
| Columbus Crew          | 0 - 1     | Nashville S. C.      | Lower.com Field            | 2 de abril  | 17:00     |           |
| D. C. United           | 0 - 1     | Atlanta United       | Audi Field                 | 2 de abril  | 18:30     |           |
| New England Revolution | 0 - 1     | New York Red Bulls   | Gillette Stadium           | 2 de abril  | 18:30     |           |
| Orlando City           | 2 - 4     | Los Angeles F. C.    | Exploria Stadium           | 2 de abril  | 18:30     |           |
| Philadelphia Union     | 2 - 0     | Charlotte F. C.      | Subaru Park                | 2 de abril  | 18:30     |           |
| San Jose Earthquakes   | 2 - 2     | Austin F. C.         | PayPal Park                | 2 de abril  | 18:30     |           |
| Minnesota United       | 1 - 2     | Seattle Sounders     | Allianz Field              | 2 de abril  | 19:00     |           |
| Vancouver Whitecaps    | 1 - 0     | Sporting Kansas City | BC Place                   | 2 de abril  | 19:00     |           |
| Colorado Rapids        | 1 - 1     | Real Salt Lake       | Dick's Sporting Goods Park | 2 de abril  | 20:00     |           |
| Inter Miami            | 1 - 3     | Houston Dynamo       | DRV PNK Stadium            | 2 de abril  | 20:55     |           |
| Portland Timbers       | 1 - 3     | Los Angeles Galaxy   | Providence Park            | 3 de abril  | 15:30     |           |

| Jornada 6            | Jornada 6 | Jornada 6              | Jornada 6                  | Jornada 6   | Jornada 6 | Jornada 6 |
| Local                | Resultado | Visitante              | Estadio                    | Fecha       | Hora      |           |
| -------------------- | --------- | ---------------------- | -------------------------- | ----------- | --------- | --------- |
| Orlando City         | 1 - 0     | Chicago Fire           | Exploria Stadium           | 9 de abril  | 12:00     |           |
| Inter Miami          | 3 - 2     | New England Revolution | DRV PNK Stadium            | 9 de abril  | 14:00     |           |
| New York Red Bulls   | 1 - 2     | C. F. Montréal         | Red Bull Arena             | 9 de abril  | 15:00     |           |
| Philadelphia Union   | 1 - 0     | Columbus Crew          | Subaru Park                | 9 de abril  | 17:00     |           |
| Los Angeles Galaxy   | 2 - 1     | Los Angeles F. C.      | Dignity Health Sports Park | 9 de abril  | 18:30     |           |
| Real Salt Lake       | 2 - 2     | Toronto F. C.          | Rio Tinto Stadium          | 9 de abril  | 19:00     |           |
| F. C. Dallas         | 3 - 1     | Colorado Rapids        | Toyota Stadium             | 9 de abril  | 19:30     |           |
| Houston Dynamo       | 4 - 3     | San Jose Earthquakes   | PNC Stadium                | 9 de abril  | 19:30     |           |
| Sporting Kansas City | 1 - 2     | Nashville S. C.        | Children's Mercy Park      | 9 de abril  | 19:30     |           |
| Vancouver Whitecaps  | 2 - 3     | Portland Timbers       | BC Place                   | 9 de abril  | 21:00     |           |
| Charlotte F. C.      | 1 - 0     | Atlanta United         | Bank of America Stadium    | 10 de abril | 12:30     |           |
| Austin F. C.         | 1 - 0     | Minnesota United       | Q2 Stadium                 | 10 de abril | 18:30     |           |

| Jornada 7              | Jornada 7 | Jornada 7            | Jornada 7                  | Jornada 7   | Jornada 7 | Jornada 7 |
| Local                  | Resultado | Visitante            | Estadio                    | Fecha       | Hora      |           |
| ---------------------- | --------- | -------------------- | -------------------------- | ----------- | --------- | --------- |
| C. F. Montréal         | 2 - 1     | Vancouver Whitecaps  | Saputo                     | 16 de abril | 14:00     |           |
| San Jose Earthquakes   | 2 - 2     | Nashville S. C.      | PayPal Park                | 16 de abril | 14:30     |           |
| Atlanta United         | 0 - 0     | F. C. Cincinnati     | Mercedes-Benz Stadium      | 16 de abril | 17:00     |           |
| Houston Dynamo         | 0 - 0     | Portland Timbers     | PNC Stadium                | 16 de abril | 17:00     |           |
| New York Red Bulls     | 0 - 0     | F. C. Dallas         | Red Bull Arena             | 16 de abril | 18:00     |           |
| Columbus Crew          | 0 - 2     | Orlando City         | Lower.com Field            | 16 de abril | 18:30     |           |
| D. C. United           | 2 - 3     | Austin F. C.         | Audi Field                 | 16 de abril | 18:30     |           |
| New England Revolution | 2 - 1     | Charlotte F. C.      | Gillette Stadium           | 16 de abril | 18:30     |           |
| Toronto F. C.          | 2 - 1     | Philadelphia Union   | BMO Field                  | 16 de abril | 18:30     |           |
| Chicago Fire           | 0 - 0     | Los Angeles Galaxy   | Soldier Field              | 16 de abril | 19:00     |           |
| Minnesota United       | 3 - 1     | Colorado Rapids      | Allianz Field              | 16 de abril | 19:00     |           |
| Seattle Sounders       | 0 - 1     | Inter Miami          | CenturyLink Field          | 16 de abril | 21:00     |           |
| New York City          | 6 - 0     | Real Salt Lake       | Yankee Stadium             | 17 de abril | 12:00     |           |
| Los Angeles F. C.      | 3 - 1     | Sporting Kansas City | Banc of California Stadium | 17 de abril | 15:00     |           |

| Jornada 8            | Jornada 8 | Jornada 8              | Jornada 8                  | Jornada 8   | Jornada 8 | Jornada 8 |
| Local                | Resultado | Visitante              | Estadio                    | Fecha       | Hora      |           |
| -------------------- | --------- | ---------------------- | -------------------------- | ----------- | --------- | --------- |
| F. C. Dallas         | 2 - 1     | Houston Dynamo         | Toyota Stadium             | 23 de abril | 14:00     |           |
| Philadelphia Union   | 1 - 1     | C. F. Montréal         | Subaru Park                | 23 de abril | 14:00     |           |
| Minnesota United     | 3 - 0     | Chicago Fire           | Allianz Field              | 23 de abril | 16:00     |           |
| D. C. United         | 3 - 2     | New England Revolution | Audi Field                 | 23 de abril | 18:30     |           |
| Austin F. C.         | 3 - 0     | Vancouver Whitecaps    | Q2 Stadium                 | 23 de abril | 19:30     |           |
| Sporting Kansas City | 0 - 0     | Columbus Crew          | Children's Mercy Park      | 23 de abril | 19:30     |           |
| Colorado Rapids      | 0 - 0     | Charlotte F. C.        | Dick's Sporting Goods Park | 23 de abril | 20:00     |           |
| Portland Timbers     | 0 - 0     | Real Salt Lake         | Providence Park            | 23 de abril | 21:00     |           |
| Los Angeles Galaxy   | 1 - 0     | Nashville S. C.        | Dignity Health Sports Park | 23 de abril | 21:30     |           |
| San Jose Earthquakes | 4 - 3     | Seattle Sounders       | PayPal Park                | 23 de abril | 21:30     |           |
| Inter Miami          | 2 - 1     | Atlanta United         | DRV PNK Stadium            | 24 de abril | 12:00     |           |
| Orlando City         | 0 - 3     | New York Red Bulls     | Exploria Stadium           | 24 de abril | 14:00     |           |
| F. C. Cincinnati     | 2 - 1     | Los Angeles F. C.      | TQL Stadium                | 24 de abril | 16:00     |           |
| New York City        | 5 - 4     | Toronto F. C.          | Yankee Stadium             | 24 de abril | 16:00     |           |

| Jornada 9              | Jornada 9 | Jornada 9            | Jornada 9                  | Jornada 9   | Jornada 9 | Jornada 9 |
| Local                  | Resultado | Visitante            | Estadio                    | Fecha       | Hora      |           |
| ---------------------- | --------- | -------------------- | -------------------------- | ----------- | --------- | --------- |
| Houston Dynamo         | 1 - 2     | Austin F. C.         | PNC Stadium                | 30 de abril | 12:30     |           |
| Toronto F. C.          | 1 - 2     | F. C. Cincinnati     | BMO Field                  | 30 de abril | 14:00     |           |
| Real Salt Lake         | 1 - 0     | Los Angeles Galaxy   | Rio Tinto Stadium          | 30 de abril | 14:30     |           |
| C. F. Montréal         | 2 - 1     | Atlanta United       | Saputo                     | 30 de abril | 15:00     |           |
| Columbus Crew          | 3 - 0     | D. C. United         | Lower.com Field            | 30 de abril | 18:30     |           |
| Orlando City           | 2 - 1     | Charlotte F. C.      | Exploria Stadium           | 30 de abril | 18:30     |           |
| New England Revolution | 2 - 0     | Inter Miami          | Gillette Stadium           | 30 de abril | 18:30     |           |
| Chicago Fire           | 1 - 2     | New York Red Bulls   | Soldier Field              | 30 de abril | 19:00     |           |
| Sporting Kansas City   | 2 - 2     | F. C. Dallas         | Children's Mercy Park      | 30 de abril | 19:30     |           |
| Colorado Rapids        | 2 - 0     | Portland Timbers     | Dick's Sporting Goods Park | 30 de abril | 20:00     |           |
| New York City          | 3 - 0     | San Jose Earthquakes | Yankee Stadium             | 1 de mayo   | 12:00     |           |
| Nashville S. C.        | 1 - 1     | Philadelphia Union   | Geodis Park                | 1 de mayo   | 15:00     |           |
| Los Angeles F. C.      | 2 - 0     | Minnesota United     | Banc of California Stadium | 1 de mayo   | 21:00     |           |

| Jornada 10             | Jornada 10 | Jornada 10           | Jornada 10                 | Jornada 10 | Jornada 10 | Jornada 10 |
| Local                  | Resultado  | Visitante            | Estadio                    | Fecha      | Hora       |            |
| ---------------------- | ---------- | -------------------- | -------------------------- | ---------- | ---------- | ---------- |
| F. C. Cincinnati       | 2 - 0      | Toronto F. C.        | TQL Stadium                | 4 de mayo  | 18:30      |            |
| Charlotte F. C.        | 1 - 0      | Inter Miami          | Bank of America Stadium    | 7 de mayo  | 14:30      |            |
| C. F. Montréal         | 4 - 1      | Orlando City         | Saputo                     | 7 de mayo  | 15:00      |            |
| Atlanta United         | 4 - 1      | Chicago Fire         | Mercedes-Benz Stadium      | 7 de mayo  | 17:00      |            |
| New York Red Bulls     | 1 - 1      | Portland Timbers     | Red Bull Arena             | 7 de mayo  | 18:00      |            |
| New York City          | 0 - 0      | Sporting Kansas City | Yankee Stadium             | 7 de mayo  | 18:00      |            |
| D. C. United           | 2 - 0      | Houston Dynamo       | Audi Field                 | 7 de mayo  | 18:30      |            |
| New England Revolution | 2 - 2      | Columbus Crew        | Gillette Stadium           | 7 de mayo  | 18:30      |            |
| Minnesota United       | 0 - 1      | F. C. Cincinnati     | Allianz Field              | 7 de mayo  | 19:00      |            |
| F. C. Dallas           | 2 - 0      | Seattle Sounders     | Toyota Stadium             | 7 de mayo  | 19:30      |            |
| San Jose Earthquakes   | 1 - 0      | Colorado Rapids      | PayPal Park                | 7 de mayo  | 21:00      |            |
| Los Angeles F. C.      | 2 - 2      | Philadelphia Union   | Banc of California Stadium | 7 de mayo  | 22:00      |            |
| Vancouver Whitecaps    | 1 - 0      | Toronto F. C.        | BC Place                   | 8 de mayo  | 15:00      |            |
| Nashville S. C.        | 2 - 0      | Real Salt Lake       | Geodis Park                | 8 de mayo  | 16:00      |            |
| Austin F. C.           | 0 - 1      | Los Angeles Galaxy   | Q2 Stadium                 | 8 de mayo  | 18:00      |            |

| Jornada 11          | Jornada 11 | Jornada 11             | Jornada 11                 | Jornada 11 | Jornada 11 | Jornada 11 |
| Local               | Resultado  | Visitante              | Estadio                    | Fecha      | Hora       |            |
| ------------------- | ---------- | ---------------------- | -------------------------- | ---------- | ---------- | ---------- |
| Toronto F. C.       | 0 - 1      | Orlando City           | BMO Field                  | 14 de mayo | 14:00      |            |
| Colorado Rapids     | 2 - 0      | Los Angeles F. C.      | Dick's Sporting Goods Park | 14 de mayo | 14:30      |            |
| Charlotte F. C.     | 0 - 2      | C. F. Montréal         | Bank of America Stadium    | 14 de mayo | 18:00      |            |
| New York City       | 2 - 0      | Columbus Crew          | Yankee Stadium             | 14 de mayo | 18:00      |            |
| Vancouver Whitecaps | 3 - 3      | San Jose Earthquakes   | BC Place                   | 14 de mayo | 18:00      |            |
| Philadelphia Union  | 1 - 1      | New York Red Bulls     | Subaru Park                | 14 de mayo | 18:30      |            |
| Chicago Fire        | 1 - 2      | F. C. Cincinnati       | Soldier Field              | 14 de mayo | 19:00      |            |
| Inter Miami         | 2 - 2      | D. C. United           | DRV PNK Stadium            | 14 de mayo | 19:00      |            |
| Houston Dynamo      | 2 - 0      | Nashville S. C.        | PNC Stadium                | 14 de mayo | 19:30      |            |
| Real Salt Lake      | 2 - 1      | Austin F. C.           | Rio Tinto Stadium          | 14 de mayo | 20:30      |            |
| Portland Timbers    | 7 - 2      | Sporting Kansas City   | Providence Park            | 14 de mayo | 21:00      |            |
| Los Angeles Galaxy  | 1 - 3      | F. C. Dallas           | Dignity Health Sports Park | 14 de mayo | 21:30      |            |
| Atlanta United      | 2 - 2      | New England Revolution | Mercedes-Benz Stadium      | 15 de mayo | 13:00      |            |
| Seattle Sounders    | 3 - 1      | Minnesota United       | CenturyLink Field          | 15 de mayo | 15:00      |            |

| Jornada 12           | Jornada 12 | Jornada 12         | Jornada 12                 | Jornada 12 | Jornada 12 | Jornada 12 |
| Local                | Resultado  | Visitante          | Estadio                    | Fecha      | Hora       |            |
| -------------------- | ---------- | ------------------ | -------------------------- | ---------- | ---------- | ---------- |
| D. C. United         | 0 - 2      | New York City      | Audi Field                 | 18 de mayo | 18:30      |            |
| New York Red Bulls   | 3 - 3      | Chicago Fire       | Red Bull Arena             | 18 de mayo | 18:30      |            |
| Philadelphia Union   | 0 - 0      | Inter Miami        | Subaru Park                | 18 de mayo | 18:30      |            |
| Minnesota United     | 1 - 1      | Los Angeles Galaxy | Allianz Field              | 18 de mayo | 19:00      |            |
| Houston Dynamo       | 0 - 1      | Seattle Sounders   | PNC Stadium                | 18 de mayo | 19:30      |            |
| Sporting Kansas City | 2 - 1      | Colorado Rapids    | Children's Mercy Park      | 18 de mayo | 19:30      |            |
| Nashville S. C.      | 2 - 1      | C. F. Montréal     | Geodis Park                | 18 de mayo | 19:30      |            |
| Vancouver Whitecaps  | 2 - 1      | F. C. Dallas       | BC Place                   | 18 de mayo | 21:00      |            |
| Los Angeles F. C.    | 1 - 2      | Austin F. C.       | Banc of California Stadium | 18 de mayo | 21:30      |            |
| San Jose Earthquakes | 3 - 2      | Portland Timbers   | PayPal Park                | 18 de mayo | 21:30      |            |

| Jornada 13           | Jornada 13 | Jornada 13             | Jornada 13                 | Jornada 13 | Jornada 13 | Jornada 13 |
| Local                | Resultado  | Visitante              | Estadio                    | Fecha      | Hora       |            |
| -------------------- | ---------- | ---------------------- | -------------------------- | ---------- | ---------- | ---------- |
| Columbus Crew        | 0 - 2      | Los Angeles F. C.      | Lower.com Field            | 21 de mayo | 14:30      |            |
| D. C. United         | 2 - 2      | Toronto F. C.          | Audi Field                 | 21 de mayo | 15:00      |            |
| F. C. Cincinnati     | 2 - 3      | New England Revolution | TQL Stadium                | 21 de mayo | 17:00      |            |
| Nashville S. C.      | 2 - 2      | Atlanta United         | Geodis Park                | 21 de mayo | 18:30      |            |
| C. F. Montréal       | 1 - 2      | Real Salt Lake         | Saputo                     | 22 de mayo | 15:00      |            |
| Charlotte F. C.      | 2 - 1      | Vancouver Whitecaps    | Bank of America Stadium    | 22 de mayo | 16:00      |            |
| New York City        | 1 - 0      | Chicago Fire           | Yankee Stadium             | 22 de mayo | 16:00      |            |
| Inter Miami          | 2 - 0      | New York Red Bulls     | DRV PNK Stadium            | 22 de mayo | 17:00      |            |
| F. C. Dallas         | 1 - 2      | Minnesota United       | Toyota Stadium             | 22 de mayo | 18:00      |            |
| San Jose Earthquakes | 1 - 1      | Sporting Kansas City   | PayPal Park                | 22 de mayo | 18:30      |            |
| Austin F. C.         | 2 - 2      | Orlando City           | Q2 Stadium                 | 22 de mayo | 19:00      |            |
| Colorado Rapids      | 1 - 0      | Seattle Sounders       | Dick's Sporting Goods Park | 22 de mayo | 19:00      |            |
| Los Angeles Galaxy   | 0 - 3      | Houston Dynamo         | Dignity Health Sports Park | 22 de mayo | 19:00      |            |
| Portland Timbers     | 0 - 2      | Philadelphia Union     | Providence Park            | 22 de mayo | 21:00      |            |

| Jornada 14             | Jornada 14 | Jornada 14           | Jornada 14                 | Jornada 14 | Jornada 14 | Jornada 14 |
| Local                  | Resultado  | Visitante            | Estadio                    | Fecha      | Hora       |            |
| ---------------------- | ---------- | -------------------- | -------------------------- | ---------- | ---------- | ---------- |
| Los Angeles F. C.      | 3 - 2      | San Jose Earthquakes | Banc of California Stadium | 28 de mayo | 17:00      |            |
| Atlanta United         | 1 - 2      | Columbus Crew        | Mercedes-Benz Stadium      | 28 de mayo | 18:00      |            |
| New York Red Bulls     | 4 - 1      | D. C. United         | Red Bull Arena             | 28 de mayo | 18:00      |            |
| Toronto F. C.          | 3 - 2      | Chicago Fire         | BMO Field                  | 28 de mayo | 18:00      |            |
| C. F. Montréal         | 4 - 3      | F. C. Cincinnati     | Saputo                     | 28 de mayo | 18:30      |            |
| New England Revolution | 1 - 1      | Philadelphia Union   | Gillette Stadium           | 28 de mayo | 18:30      |            |
| Orlando City           | 1 - 3      | F. C. Dallas         | Exploria Stadium           | 28 de mayo | 18:30      |            |
| Inter Miami            | 2 - 1      | Portland Timbers     | DRV PNK Stadium            | 28 de mayo | 19:00      |            |
| Minnesota United       | 0 - 1      | New York City        | Allianz Field              | 28 de mayo | 19:00      |            |
| Colorado Rapids        | 1 - 3      | Nashville S. C.      | Dick's Sporting Goods Park | 28 de mayo | 20:00      |            |
| Sporting Kansas City   | 0 - 1      | Vancouver Whitecaps  | Children's Mercy Park      | 28 de mayo | 20:00      |            |
| Real Salt Lake         | 3 - 0      | Houston Dynamo       | Rio Tinto Stadium          | 28 de mayo | 20:30      |            |
| Los Angeles Galaxy     | 4 - 1      | Austin F. C.         | Dignity Health Sports Park | 29 de mayo | 17:00      |            |
| Seattle Sounders       | 2 - 1      | Charlotte F. C.      | CenturyLink Field          | 29 de mayo | 20:30      |            |

| Jornada 15             | Jornada 15 | Jornada 15             | Jornada 15                 | Jornada 15  | Jornada 15 | Jornada 15 |
| Local                  | Resultado  | Visitante              | Estadio                    | Fecha       | Hora       |            |
| ---------------------- | ---------- | ---------------------- | -------------------------- | ----------- | ---------- | ---------- |
| Vancouver Whitecaps    | 2 - 1      | Real Salt Lake         | BC Place                   | 4 de junio  | 18:00      |            |
| Charlotte F. C.        | 2 - 0      | New York Red Bulls     | Bank of America Stadium    | 11 de junio | 14:00      |            |
| Nashville S. C.        | 0 - 0      | San Jose Earthquakes   | Geodis Park                | 11 de junio | 17:00      |            |
| Sporting Kansas City   | 1 - 2      | New England Revolution | Children's Mercy Park      | 12 de junio | 14:00      |            |
| Seattle Sounders       | 4 - 0      | Vancouver Whitecaps    | CenturyLink Field          | 14 de junio | 21:30      |            |
| New England Revolution | 1 - 1      | Orlando City           | Gillette Stadium           | 15 de junio | 18:30      |            |
| Seattle Sounders       | 1 - 1      | Los Angeles F. C.      | CenturyLink Field          | 18 de junio | 14:00      |            |
| Los Angeles Galaxy     | 1 - 1      | Portland Timbers       | Dignity Health Sports Park | 18 de junio | 16:00      |            |
| New York Red Bulls     | 2 - 0      | Toronto F. C.          | Red Bull Arena             | 18 de junio | 18:00      |            |
| Columbus Crew          | 1 - 1      | Charlotte F. C.        | Lower.com Field            | 18 de junio | 18:30      |            |
| C. F. Montréal         | 0 - 1      | Austin F. C.           | Saputo                     | 18 de junio | 18:30      |            |
| Orlando City           | 2 - 1      | Houston Dynamo         | Exploria Stadium           | 18 de junio | 18:30      |            |
| Philadelphia Union     | 1 - 1      | F. C. Cincinnati       | Subaru Park                | 18 de junio | 18:30      |            |
| Chicago Fire           | 1 - 0      | D. C. United           | Soldier Field              | 18 de junio | 19:00      |            |
| F. C. Dallas           | 0 - 2      | Vancouver Whitecaps    | Toyota Stadium             | 18 de junio | 20:00      |            |
| Real Salt Lake         | 2 - 0      | San Jose Earthquakes   | Rio Tinto Stadium          | 18 de junio | 20:30      |            |
| Atlanta United         | 2 - 0      | Inter Miami            | Mercedes-Benz Stadium      | 19 de junio | 15:00      |            |
| New York City          | 1 - 1      | Colorado Rapids        | Yankee Stadium             | 19 de junio | 16:00      |            |
| Nashville S. C.        | 1 - 2      | Sporting Kansas City   | Geodis Park                | 19 de junio | 17:00      |            |
| New England Revolution | 2 - 1      | Minnesota United       | Gillette Stadium           | 19 de junio | 19:00      |            |

| Jornada 16          | Jornada 16 | Jornada 16             | Jornada 16                 | Jornada 16  | Jornada 16 | Jornada 16 |
| Local               | Resultado  | Visitante              | Estadio                    | Fecha       | Hora       |            |
| ------------------- | ---------- | ---------------------- | -------------------------- | ----------- | ---------- | ---------- |
| F. C. Cincinnati    | 1 - 0      | Orlando City           | TQL Stadium                | 24 de junio | 18:30      |            |
| Seattle Sounders    | 3 - 0      | Sporting Kansas City   | CenturyLink Field          | 25 de junio | 14:00      |            |
| D. C. United        | 1 - 3      | Nashville S. C.        | Audi Field                 | 25 de junio | 16:00      |            |
| C. F. Montréal      | 2 - 1      | Charlotte F. C.        | Saputo                     | 25 de junio | 18:30      |            |
| Toronto F. C.       | 2 - 1      | Atlanta United         | BMO Field                  | 25 de junio | 18:30      |            |
| Houston Dynamo      | 2 - 0      | Chicago Fire           | PNC Stadium                | 25 de junio | 19:00      |            |
| Inter Miami         | 2 - 1      | Minnesota United       | DRV PNK Stadium            | 25 de junio | 19:00      |            |
| Austin F. C.        | 2 - 2      | F. C. Dallas           | Q2 Stadium                 | 25 de junio | 20:00      |            |
| Real Salt Lake      | 0 - 0      | Columbus Crew          | Rio Tinto Stadium          | 25 de junio | 21:00      |            |
| Portland Timbers    | 3 - 0      | Colorado Rapids        | Providence Park            | 25 de junio | 21:30      |            |
| Los Angeles F. C.   | 2 - 0      | New York Red Bulls     | Banc of California Stadium | 26 de junio | 14:00      |            |
| Philadelphia Union  | 2 - 1      | New York City          | Subaru Park                | 26 de junio | 17:00      |            |
| Vancouver Whitecaps | 0 - 0      | New England Revolution | BC Place                   | 26 de junio | 19:00      |            |

| Jornada 17         | Jornada 17 | Jornada 17         | Jornada 17                 | Jornada 17  | Jornada 17 | Jornada 17 |
| Local              | Resultado  | Visitante          | Estadio                    | Fecha       | Hora       |            |
| ------------------ | ---------- | ------------------ | -------------------------- | ----------- | ---------- | ---------- |
| F. C. Cincinnati   | 4 - 4      | New York City      | TQL Stadium                | 29 de junio | 18:30      |            |
| Toronto F. C.      | 1 - 2      | Columbus Crew      | BMO Field                  | 29 de junio | 18:30      |            |
| Chicago Fire       | 1 - 0      | Philadelphia Union | Soldier Field              | 29 de junio | 19:00      |            |
| Seattle Sounders   | 1 - 2      | C. F. Montréal     | CenturyLink Field          | 29 de junio | 21:00      |            |
| Los Angeles F. C.  | 3 - 1      | F. C. Dallas       | Banc of California Stadium | 29 de junio | 21:30      |            |
| Portland Timbers   | 2 - 1      | Houston Dynamo     | Providence Park            | 29 de junio | 21:30      |            |
| Los Angeles Galaxy | 2 - 3      | Minnesota United   | Dignity Health Sports Park | 29 de junio | 21:30      |            |
| Charlotte F. C.    | 0 - 1      | Austin F. C.       | Bank of America Stadium    | 30 de junio | 18:00      |            |
| New York Red Bulls | 2 - 1      | Atlanta United     | Red Bull Arena             | 30 de junio | 19:00      |            |

| Jornada 18             | Jornada 18 | Jornada 18         | Jornada 18                 | Jornada 18 | Jornada 18 | Jornada 18 |
| Local                  | Resultado  | Visitante          | Estadio                    | Fecha      | Hora       |            |
| ---------------------- | ---------- | ------------------ | -------------------------- | ---------- | ---------- | ---------- |
| Toronto F. C.          | 0 - 2      | Seattle Sounders   | BMO Field                  | 2 de julio | 18:30      |            |
| Vancouver Whitecaps    | 1 - 0      | Los Angeles F. C.  | BC Place                   | 2 de julio | 21:00      |            |
| New York City          | 2 - 2      | Atlanta United     | Yankee Stadium             | 3 de julio | 16:00      |            |
| Columbus Crew          | 0 - 0      | Philadelphia Union | Lower.com Field            | 3 de julio | 18:30      |            |
| New England Revolution | 2 - 2      | F. C. Cincinnati   | Gillette Stadium           | 3 de julio | 18:30      |            |
| Sporting Kansas City   | 0 - 1      | New York Red Bulls | Children's Mercy Park      | 3 de julio | 19:00      |            |
| Minnesota United       | 3 - 2      | Real Salt Lake     | Allianz Field              | 3 de julio | 19:00      |            |
| Houston Dynamo         | 1 - 2      | Charlotte F. C.    | PNC Stadium                | 3 de julio | 19:30      |            |
| Nashville S. C.        | 2 - 2      | Portland Timbers   | Geodis Park                | 3 de julio | 19:30      |            |
| San Jose Earthquakes   | 2 - 1      | Chicago Fire       | PayPal Park                | 3 de julio | 20:00      |            |
| Orlando City           | 3 - 5      | D. C. United       | Exploria Stadium           | 4 de julio | 18:00      |            |
| Colorado Rapids        | 2 - 3      | Austin F. C.       | Dick's Sporting Goods Park | 4 de julio | 20:00      |            |
| F. C. Dallas           | 1 - 1      | Inter Miami        | Toyota Stadium             | 4 de julio | 20:00      |            |
| Los Angeles Galaxy     | 4 - 0      | C. F. Montréal     | Dignity Health Sports Park | 4 de julio | 21:30      |            |

| Jornada 19          | Jornada 19 | Jornada 19             | Jornada 19                 | Jornada 19 | Jornada 19 | Jornada 19 |
| Local               | Resultado  | Visitante              | Estadio                    | Fecha      | Hora       |            |
| ------------------- | ---------- | ---------------------- | -------------------------- | ---------- | ---------- | ---------- |
| Philadelphia Union  | 7 - 0      | D. C. United           | Subaru Park                | 8 de julio | 19:00      |            |
| Los Angeles F. C.   | 3 - 2      | Los Angeles Galaxy     | Banc of California Stadium | 8 de julio | 21:00      |            |
| Vancouver Whitecaps | 1 - 3      | Minnesota United       | BC Place                   | 8 de julio | 21:30      |            |
| New York City       | 4 - 2      | New England Revolution | Yankee Stadium             | 9 de julio | 12:00      |            |
| Seattle Sounders    | 0 - 3      | Portland Timbers       | PayPal Park                | 9 de julio | 15:30      |            |
| Atlanta United      | 0 - 3      | Austin F. C.           | Mercedes-Benz Stadium      | 9 de julio | 18:00      |            |
| Charlotte F. C.     | 4 - 1      | Nashville S. C.        | Bank of America Stadium    | 9 de julio | 18:00      |            |
| F. C. Cincinnati    | 1 - 1      | New York Red Bulls     | TQL Stadium                | 9 de julio | 18:30      |            |
| C. F. Montréal      | 1 - 2      | Sporting Kansas City   | Saputo                     | 9 de julio | 18:30      |            |
| Orlando City        | 1 - 0      | Inter Miami            | Exploria Stadium           | 9 de julio | 18:30      |            |
| Toronto F. C.       | 2 - 2      | San Jose Earthquakes   | BMO Field                  | 9 de julio | 18:30      |            |
| Chicago Fire        | 2 - 3      | Columbus Crew          | Soldier Field              | 9 de julio | 19:00      |            |
| Houston Dynamo      | 2 - 2      | F. C. Dallas           | PNC Stadium                | 9 de julio | 19:30      |            |
| Real Salt Lake      | 2 - 2      | Colorado Rapids        | Rio Tinto Stadium          | 9 de julio | 21:00      |            |

| Jornada 20         | Jornada 20 | Jornada 20           | Jornada 20                 | Jornada 20  | Jornada 20 | Jornada 20 |
| Local              | Resultado  | Visitante            | Estadio                    | Fecha       | Hora       |            |
| ------------------ | ---------- | -------------------- | -------------------------- | ----------- | ---------- | ---------- |
| Austin F. C.       | 3 - 1      | Houston Dynamo       | Q2 Stadium                 | 12 de julio | 20:00      |            |
| Atlanta United     | 2 - 1      | Real Salt Lake       | Mercedes-Benz Stadium      | 13 de julio | 18:30      |            |
| Chicago Fire       | 2 - 0      | Toronto F. C.        | Soldier Field              | 13 de julio | 19:00      |            |
| F. C. Cincinnati   | 2 - 2      | Vancouver Whitecaps  | TQL Stadium                | 13 de julio | 19:00      |            |
| D. C. United       | 2 - 2      | Columbus Crew        | Audi Field                 | 13 de julio | 19:00      |            |
| Inter Miami        | 1 - 2      | Philadelphia Union   | DRV PNK Stadium            | 13 de julio | 19:00      |            |
| Minnesota United   | 1 - 1      | Sporting Kansas City | Allianz Field              | 13 de julio | 19:00      |            |
| Nashville S. C.    | 1 - 0      | Seattle Sounders     | Geodis Park                | 13 de julio | 19:30      |            |
| Colorado Rapids    | 1 - 1      | Orlando City         | Dick's Sporting Goods Park | 13 de julio | 20:00      |            |
| F. C. Dallas       | 0 - 1      | New York City        | Toyota Stadium             | 13 de julio | 20:00      |            |
| Los Angeles Galaxy | 2 - 3      | San Jose Earthquakes | Dignity Health Sports Park | 13 de julio | 21:00      |            |

| Jornada 21           | Jornada 21 | Jornada 21             | Jornada 21                 | Jornada 21  | Jornada 21 | Jornada 21 |
| Local                | Resultado  | Visitante              | Estadio                    | Fecha       | Hora       |            |
| -------------------- | ---------- | ---------------------- | -------------------------- | ----------- | ---------- | ---------- |
| C. F. Montréal       | 1 - 0      | Toronto F. C.          | Saputo                     | 16 de julio | 18:30      |            |
| Philadelphia Union   | 2 - 1      | New England Revolution | Subaru Park                | 16 de julio | 18:30      |            |
| Chicago Fire         | 1 - 0      | Seattle Sounders       | Soldier Field              | 16 de julio | 19:00      |            |
| Inter Miami          | 3 - 2      | Charlotte F. C.        | DRV PNK Stadium            | 16 de julio | 19:00      |            |
| Minnesota United     | 2 - 0      | D. C. United           | Allianz Field              | 16 de julio | 19:00      |            |
| Colorado Rapids      | 2 - 0      | Los Angeles Galaxy     | Dick's Sporting Goods Park | 16 de julio | 20:00      |            |
| F. C. Dallas         | 1 - 1      | Austin F. C.           | Toyota Stadium             | 16 de julio | 20:00      |            |
| Atlanta United       | 1 - 1      | Orlando City           | Mercedes-Benz Stadium      | 17 de julio | 14:00      |            |
| New York Red Bulls   | 0 - 1      | New York City          | Red Bull Arena             | 17 de julio | 16:00      |            |
| Columbus Crew        | 2 - 0      | F. C. Cincinnati       | Lower.com Field            | 17 de julio | 18:30      |            |
| Nashville S. C.      | 1 - 2      | Los Angeles F. C.      | Geodis Park                | 17 de julio | 19:30      |            |
| Real Salt Lake       | 3 - 0      | Sporting Kansas City   | Rio Tinto Stadium          | 17 de julio | 20:30      |            |
| San Jose Earthquakes | 1 - 2      | Houston Dynamo         | PayPal Park                | 17 de julio | 20:30      |            |
| Portland Timbers     | 1 - 1      | Vancouver Whitecaps    | Providence Park            | 17 de julio | 21:30      |            |

| Jornada 22           | Jornada 22 | Jornada 22             | Jornada 22                 | Jornada 22  | Jornada 22 | Jornada 22 |
| Local                | Resultado  | Visitante              | Estadio                    | Fecha       | Hora       |            |
| -------------------- | ---------- | ---------------------- | -------------------------- | ----------- | ---------- | ---------- |
| New York City        | 2 - 0      | Inter Miami            | Yankee Stadium             | 23 de julio | 18:00      |            |
| F. C. Cincinnati     | 1 - 1      | Nashville S. C.        | TQL Stadium                | 23 de julio | 18:30      |            |
| Columbus Crew        | 0 - 0      | New England Revolution | Lower.com Field            | 23 de julio | 18:30      |            |
| Orlando City         | 0 - 1      | Philadelphia Union     | Exploria Stadium           | 23 de julio | 18:30      |            |
| Toronto F. C.        | 4 - 0      | Charlotte F. C.        | BMO Field                  | 23 de julio | 18:30      |            |
| D. C. United         | 1 - 2      | C. F. Montréal         | Audi Field                 | 23 de julio | 19:00      |            |
| Houston Dynamo       | 1 - 2      | Minnesota United       | PNC Stadium                | 23 de julio | 19:30      |            |
| Sporting Kansas City | 0 - 2      | Los Angeles F. C.      | Children's Mercy Park      | 23 de julio | 19:30      |            |
| Real Salt Lake       | 0 - 1      | F. C. Dallas           | Rio Tinto Stadium          | 23 de julio | 21:00      |            |
| Seattle Sounders     | 2 - 1      | Colorado Rapids        | CenturyLink Field          | 23 de julio | 21:00      |            |
| Vancouver Whitecaps  | 1 - 3      | Chicago Fire           | BC Place                   | 23 de julio | 21:00      |            |
| Portland Timbers     | 2 - 1      | San Jose Earthquakes   | Providence Park            | 23 de julio | 21:30      |            |
| Austin F. C.         | 3 - 4      | New York Red Bulls     | Q2 Stadium                 | 24 de julio | 19:00      |            |
| Los Angeles Galaxy   | 2 - 0      | Atlanta United         | Dignity Health Sports Park | 24 de julio | 20:30      |            |

| Jornada 23             | Jornada 23 | Jornada 23          | Jornada 23                 | Jornada 23  | Jornada 23 | Jornada 23 |
| Local                  | Resultado  | Visitante           | Estadio                    | Fecha       | Hora       |            |
| ---------------------- | ---------- | ------------------- | -------------------------- | ----------- | ---------- | ---------- |
| Los Angeles F. C.      | 2 - 1      | Seattle Sounders    | Banc of California Stadium | 29 de julio | 20:00      |            |
| Minnesota United       | 4 - 4      | Portland Timbers    | Allianz Field              | 30 de julio | 14:00      |            |
| Chicago Fire           | 0 - 0      | Atlanta United      | Soldier Field              | 30 de julio | 16:00      |            |
| C. F. Montréal         | 0 - 0      | New York City       | Saputo                     | 30 de julio | 18:30      |            |
| Philadelphia Union     | 6 - 0      | Houston Dynamo      | Subaru Park                | 30 de julio | 18:30      |            |
| Inter Miami            | 4 - 4      | F. C. Cincinnati    | DRV PNK Stadium            | 30 de julio | 19:00      |            |
| Nashville S. C.        | 1 - 1      | Vancouver Whitecaps | Geodis Park                | 30 de julio | 19:00      |            |
| New England Revolution | 0 - 0      | Toronto F. C.       | Gillette Stadium           | 30 de julio | 19:00      |            |
| Sporting Kansas City   | 0 - 2      | Austin F. C.        | Children's Mercy Park      | 30 de julio | 19:30      |            |
| F. C. Dallas           | 1 - 0      | Los Angeles Galaxy  | Toyota Stadium             | 30 de julio | 20:00      |            |
| San Jose Earthquakes   | 2 - 2      | Real Salt Lake      | PayPal Park                | 30 de julio | 21:00      |            |
| D. C. United           | 2 - 1      | Orlando City        | Audi Field                 | 31 de julio | 16:00      |            |

| Jornada 24           | Jornada 24 | Jornada 24             | Jornada 24                 | Jornada 24  | Jornada 24 | Jornada 24 |
| Local                | Resultado  | Visitante              | Estadio                    | Fecha       | Hora       |            |
| -------------------- | ---------- | ---------------------- | -------------------------- | ----------- | ---------- | ---------- |
| New York Red Bulls   | 4 - 5      | Colorado Rapids        | Red Bull Arena             | 2 de agosto | 18:00      |            |
| Seattle Sounders     | 1 - 0      | F. C. Dallas           | CenturyLink Field          | 2 de agosto | 21:00      |            |
| Charlotte F. C.      | 3 - 0      | D. C. United           | Bank of America Stadium    | 3 de agosto | 18:00      |            |
| Columbus Crew        | 1 - 2      | C. F. Montréal         | Lower.com Field            | 3 de agosto | 18:30      |            |
| Portland Timbers     | 1 - 1      | Nashville S. C.        | Providence Park            | 3 de agosto | 21:30      |            |
| San Jose Earthquakes | 0 - 1      | Inter Miami            | PayPal Park                | 3 de agosto | 21:30      |            |
| Vancouver Whitecaps  | 2 - 1      | Houston Dynamo         | BC Place                   | 5 de agosto | 21:30      |            |
| Atlanta United       | 2 - 1      | Seattle Sounders       | Mercedes-Benz Stadium      | 6 de agosto | 14:00      |            |
| Charlotte F. C.      | 2 - 3      | Chicago Fire           | Bank of America Stadium    | 6 de agosto | 18:00      |            |
| F. C. Cincinnati     | 3 - 1      | Philadelphia Union     | TQL Stadium                | 6 de agosto | 18:30      |            |
| Columbus Crew        | 3 - 2      | New York City          | Lower.com Field            | 6 de agosto | 18:30      |            |
| D. C. United         | 0 - 0      | New York Red Bulls     | Audi Field                 | 6 de agosto | 18:30      |            |
| C. F. Montréal       | 2 - 2      | Inter Miami            | Saputo                     | 6 de agosto | 18:30      |            |
| Orlando City         | 0 - 3      | New England Revolution | Exploria Stadium           | 6 de agosto | 18:30      |            |
| Nashville S. C.      | 3 - 4      | Toronto F. C.          | Geodis Park                | 6 de agosto | 19:00      |            |
| Sporting Kansas City | 4 - 2      | Los Angeles Galaxy     | Children's Mercy Park      | 6 de agosto | 19:30      |            |
| Austin F. C.         | 3 - 3      | San Jose Earthquakes   | Q2 Stadium                 | 6 de agosto | 20:00      |            |
| Colorado Rapids      | 4 - 3      | Minnesota United       | Dick's Sporting Goods Park | 6 de agosto | 20:00      |            |
| Real Salt Lake       | 1 - 4      | Los Angeles F. C.      | Rio Tinto Stadium          | 6 de agosto | 21:00      |            |
| Portland Timbers     | 1 - 1      | F. C. Dallas           | Providence Park            | 6 de agosto | 21:30      |            |

| Jornada 25             | Jornada 25 | Jornada 25           | Jornada 25                 | Jornada 25   | Jornada 25 | Jornada 25 |
| Local                  | Resultado  | Visitante            | Estadio                    | Fecha        | Hora       |            |
| ---------------------- | ---------- | -------------------- | -------------------------- | ------------ | ---------- | ---------- |
| New York Red Bulls     | 0 - 1      | Orlando City         | Red Bull Arena             | 13 de agosto | 17:00      |            |
| F. C. Cincinnati       | 2 - 2      | Atlanta United       | TQL Stadium                | 13 de agosto | 18:30      |            |
| New England Revolution | 1 - 0      | D. C. United         | Gillette Stadium           | 13 de agosto | 18:30      |            |
| Philadelphia Union     | 4 - 1      | Chicago Fire         | Subaru Park                | 13 de agosto | 18:30      |            |
| Toronto F. C.          | 3 - 1      | Portland Timbers     | BMO Field                  | 13 de agosto | 18:30      |            |
| Inter Miami            | 3 - 2      | New York City        | DRV PNK Stadium            | 13 de agosto | 19:00      |            |
| Austin F. C.           | 4 - 3      | Sporting Kansas City | Q2 Stadium                 | 13 de agosto | 20:00      |            |
| Colorado Rapids        | 1 - 1      | Columbus Crew        | Dick's Sporting Goods Park | 13 de agosto | 20:00      |            |
| F. C. Dallas           | 4 - 1      | San Jose Earthquakes | Toyota Stadium             | 13 de agosto | 20:00      |            |
| Houston Dynamo         | 2 - 3      | C. F. Montréal       | PNC Stadium                | 13 de agosto | 20:00      |            |
| Los Angeles Galaxy     | 5 - 2      | Vancouver Whitecaps  | Dignity Health Sports Park | 13 de agosto | 21:00      |            |
| Los Angeles F. C.      | 5 - 0      | Charlotte F. C.      | Banc of California Stadium | 13 de agosto | 21:30      |            |
| Nashville S. C.        | 1 - 2      | Minnesota United     | Geodis Park                | 14 de agosto | 19:00      |            |
| Seattle Sounders       | 1 - 2      | Real Salt Lake       | CenturyLink Field          | 14 de agosto | 21:00      |            |

| Jornada 26           | Jornada 26 | Jornada 26             | Jornada 26                 | Jornada 26   | Jornada 26 | Jornada 26 |
| Local                | Resultado  | Visitante              | Estadio                    | Fecha        | Hora       |            |
| -------------------- | ---------- | ---------------------- | -------------------------- | ------------ | ---------- | ---------- |
| Los Angeles F. C.    | 1 - 0      | D. C. United           | Banc of California Stadium | 16 de agosto | 21:30      |            |
| Atlanta United       | 1 - 2      | New York Red Bulls     | Mercedes-Benz Stadium      | 17 de agosto | 18:30      |            |
| Toronto F. C.        | 2 - 2      | New England Revolution | BMO Field                  | 17 de agosto | 18:30      |            |
| New York City        | 1 - 3      | Charlotte F. C.        | Yankee Stadium             | 17 de agosto | 19:00      |            |
| F. C. Dallas         | 1 - 0      | Philadelphia Union     | Toyota Stadium             | 17 de agosto | 20:00      |            |
| Vancouver Whitecaps  | 2 - 1      | Colorado Rapids        | BC Place                   | 17 de agosto | 21:00      |            |
| Los Angeles Galaxy   | 3 - 3      | Seattle Sounders       | Dignity Health Sports Park | 19 de agosto | 21:00      |            |
| New York Red Bulls   | 1 - 1      | F. C. Cincinnati       | Red Bull Arena             | 20 de agosto | 17:00      |            |
| D. C. United         | 0 - 6      | Philadelphia Union     | Audi Field                 | 20 de agosto | 18:30      |            |
| C. F. Montréal       | 4 - 0      | New England Revolution | Saputo                     | 20 de agosto | 18:30      |            |
| Minnesota United     | 2 - 1      | Austin F. C.           | Allianz Field              | 20 de agosto | 19:00      |            |
| Inter Miami          | 2 - 1      | Toronto F. C.          | DRV PNK Stadium            | 20 de agosto | 19:00      |            |
| Colorado Rapids      | 1 - 1      | Houston Dynamo         | Dick's Sporting Goods Park | 20 de agosto | 20:00      |            |
| Real Salt Lake       | 1 - 1      | Vancouver Whitecaps    | Rio Tinto Stadium          | 20 de agosto | 21:00      |            |
| San Jose Earthquakes | 2 - 1      | Los Angeles F. C.      | PayPal Park                | 20 de agosto | 21:00      |            |
| Chicago Fire         | 0 - 2      | New York City          | Soldier Field              | 21 de agosto | 17:00      |            |
| Columbus Crew        | 2 - 2      | Atlanta United         | Lower.com Field            | 21 de agosto | 17:00      |            |
| Charlotte F. C.      | 1 - 2      | Orlando City           | Bank of America Stadium    | 21 de agosto | 18:00      |            |
| Sporting Kansas City | 4 - 1      | Portland Timbers       | Children's Mercy Park      | 21 de agosto | 19:00      |            |
| Nashville S. C.      | 4 - 0      | F. C. Dallas           | Geodis Park                | 21 de agosto | 19:30      |            |

| Jornada 27             | Jornada 27 | Jornada 27           | Jornada 27              | Jornada 27   | Jornada 27 | Jornada 27 |
| Local                  | Resultado  | Visitante            | Estadio                 | Fecha        | Hora       |            |
| ---------------------- | ---------- | -------------------- | ----------------------- | ------------ | ---------- | ---------- |
| Austin F. C.           | 4 - 1      | Los Angeles F. C.    | Q2 Stadium              | 26 de agosto | 19:00      |            |
| Portland Timbers       | 2 - 1      | Seattle Sounders     | Providence Park         | 26 de agosto | 21:00      |            |
| Minnesota United       | 2 - 1      | Houston Dynamo       | Allianz Field           | 27 de agosto | 14:30      |            |
| New York Red Bulls     | 3 - 1      | Inter Miami          | Red Bull Arena          | 27 de agosto | 18:00      |            |
| F. C. Cincinnati       | 2 - 2      | Columbus Crew        | TQL Stadium             | 27 de agosto | 18:30      |            |
| Philadelphia Union     | 6 - 0      | Colorado Rapids      | Subaru Park             | 27 de agosto | 18:30      |            |
| Charlotte F. C.        | 0 - 2      | Toronto F. C.        | Bank of America Stadium | 27 de agosto | 19:00      |            |
| Chicago Fire           | 0 - 2      | C. F. Montréal       | Soldier Field           | 27 de agosto | 19:00      |            |
| Sporting Kansas City   | 1 - 0      | San Jose Earthquakes | Children's Mercy Park   | 27 de agosto | 19:30      |            |
| Real Salt Lake         | 1 - 1      | F. C. Dallas         | Rio Tinto Stadium       | 27 de agosto | 20:00      |            |
| Vancouver Whitecaps    | 0 - 3      | Nashville S. C.      | BC Place                | 27 de agosto | 21:00      |            |
| Atlanta United         | 3 - 2      | D. C. United         | Mercedes-Benz Stadium   | 28 de agosto | 15:00      |            |
| Orlando City           | 2 - 1      | New York City        | Subaru Park             | 28 de agosto | 18:30      |            |
| New England Revolution | 1 - 2      | Los Angeles Galaxy   | Gillette Stadium        | 28 de agosto | 19:00      |            |

| Jornada 28             | Jornada 28 | Jornada 28         | Jornada 28        | Jornada 28   | Jornada 28 | Jornada 28 |
| Local                  | Resultado  | Visitante          | Estadio           | Fecha        | Hora       |            |
| ---------------------- | ---------- | ------------------ | ----------------- | ------------ | ---------- | ---------- |
| Columbus Crew          | 1 - 0      | Inter Miami        | Lower.com Field   | 31 de agosto | 18:30      |            |
| C. F. Montréal         | 0 - 1      | New York Red Bulls | Saputo            | 31 de agosto | 18:30      |            |
| New England Revolution | 0 - 0      | Chicago Fire       | Gillette Stadium  | 31 de agosto | 18:30      |            |
| Orlando City           | 3 - 2      | Seattle Sounders   | Exploria Stadium  | 31 de agosto | 18:30      |            |
| Philadelphia Union     | 4 - 1      | Atlanta United     | Subaru Park       | 31 de agosto | 18:30      |            |
| Toronto F. C.          | 2 - 2      | Los Angeles Galaxy | BMO Field         | 31 de agosto | 18:30      |            |
| New York City          | 1 - 2      | D. C. United       | Yankee Stadium    | 31 de agosto | 19:00      |            |
| Houston Dynamo         | 2 - 1      | Los Angeles F. C.  | PNC Stadium       | 31 de agosto | 19:30      |            |
| Nashville S. C.        | 4 - 1      | Colorado Rapids    | Geodis Park       | 31 de agosto | 19:30      |            |
| Austin F. C.           | 1 - 2      | Portland Timbers   | Q2 Stadium        | 31 de agosto | 20:00      |            |
| Real Salt Lake         | 3 - 0      | Minnesota United   | Rio Tinto Stadium | 31 de agosto | 20:30      |            |

| Jornada 29             | Jornada 29 | Jornada 29           | Jornada 29                 | Jornada 29      | Jornada 29 | Jornada 29 |
| Local                  | Resultado  | Visitante            | Estadio                    | Fecha           | Hora       |            |
| ---------------------- | ---------- | -------------------- | -------------------------- | --------------- | ---------- | ---------- |
| Minnesota United       | 0 - 3      | F. C. Dallas         | Allianz Field              | 3 de septiembre | 14:30      |            |
| New York Red Bulls     | 0 - 2      | Philadelphia Union   | Red Bull Arena             | 3 de septiembre | 18:00      |            |
| F. C. Cincinnati       | 2 - 0      | Charlotte F. C.      | TQL Stadium                | 3 de septiembre | 18:30      |            |
| Columbus Crew          | 0 - 0      | Chicago Fire         | Lower.com Field            | 3 de septiembre | 18:30      |            |
| Nashville S. C.        | 3 - 0      | Austin F. C.         | Geodis Park                | 3 de septiembre | 19:30      |            |
| Portland Timbers       | 2 - 1      | Atlanta United       | Providence Park            | 4 de septiembre | 16:30      |            |
| Toronto F. C.          | 3 - 4      | C. F. Montréal       | BMO Field                  | 4 de septiembre | 18:30      |            |
| D. C. United           | 0 - 0      | Colorado Rapids      | Audi Field                 | 4 de septiembre | 18:30      |            |
| New England Revolution | 3 - 0      | New York City        | Gillette Stadium           | 4 de septiembre | 19:00      |            |
| Seattle Sounders       | 2 - 1      | Houston Dynamo       | CenturyLink Field          | 4 de septiembre | 20:00      |            |
| San Jose Earthquakes   | 2 - 0      | Vancouver Whitecaps  | PayPal Park                | 4 de septiembre | 20:30      |            |
| Los Angeles Galaxy     | 2 - 2      | Sporting Kansas City | Dignity Health Sports Park | 4 de septiembre | 21:00      |            |
| Los Angeles F. C.      | 2 - 0      | Real Salt Lake       | Banc of California Stadium | 4 de septiembre | 21:30      |            |

| Jornada 30         | Jornada 30 | Jornada 30             | Jornada 30                 | Jornada 30       | Jornada 30 | Jornada 30 |
| Local              | Resultado  | Visitante              | Estadio                    | Fecha            | Hora       |            |
| ------------------ | ---------- | ---------------------- | -------------------------- | ---------------- | ---------- | ---------- |
| New York City      | 1 - 1      | F. C. Cincinnati       | Yankee Stadium             | 7 de septiembre  | 19:00      |            |
| C. F. Montréal     | 2 - 2      | Columbus Crew          | Saputo                     | 9 de septiembre  | 18:30      |            |
| Nashville S. C.    | 1 - 1      | Los Angeles Galaxy     | Geodis Park                | 10 de septiembre | 14:30      |            |
| New York Red Bulls | 2 - 1      | New England Revolution | Red Bull Arena             | 10 de septiembre | 17:00      |            |
| Charlotte F. C.    | 1 - 0      | New York City          | Bank of America Stadium    | 10 de septiembre | 18:00      |            |
| Atlanta United     | 4 - 2      | Toronto F. C.          | Mercedes-Benz Stadium      | 10 de septiembre | 18:30      |            |
| F. C. Cincinnati   | 6 - 0      | San Jose Earthquakes   | TQL Stadium                | 10 de septiembre | 18:30      |            |
| Philadelphia Union | 5 - 1      | Orlando City           | Subaru Park                | 10 de septiembre | 18:30      |            |
| Chicago Fire       | 3 - 1      | Inter Miami            | Soldier Field              | 10 de septiembre | 19:00      |            |
| Seattle Sounders   | 3 - 0      | Austin F. C.           | CenturyLink Field          | 10 de septiembre | 19:00      |            |
| F. C. Dallas       | 2 - 1      | Los Angeles F. C.      | Toyota Stadium             | 10 de septiembre | 19:30      |            |
| Houston Dynamo     | 0 - 0      | Sporting Kansas City   | PNC Stadium                | 10 de septiembre | 19:30      |            |
| Colorado Rapids    | 3 - 1      | Vancouver Whitecaps    | Dick's Sporting Goods Park | 10 de septiembre | 20:30      |            |
| Real Salt Lake     | 0 - 0      | D. C. United           | Rio Tinto Stadium          | 10 de septiembre | 20:30      |            |
| Portland Timbers   | 1 - 0      | Minnesota United       | Providence Park            | 10 de septiembre | 21:00      |            |

| Jornada 31           | Jornada 31 | Jornada 31             | Jornada 31                 | Jornada 31       | Jornada 31 | Jornada 31 |
| Local                | Resultado  | Visitante              | Estadio                    | Fecha            | Hora       |            |
| -------------------- | ---------- | ---------------------- | -------------------------- | ---------------- | ---------- | ---------- |
| Houston Dynamo       | 3 - 1      | New England Revolution | PNC Stadium                | 13 de septiembre | 17:00      |            |
| C. F. Montréal       | 3 - 2      | Chicago Fire           | Saputo                     | 13 de septiembre | 18:30      |            |
| Inter Miami          | 2 - 1      | Columbus Crew          | DRV PNK Stadium            | 13 de septiembre | 19:00      |            |
| Minnesota United     | 1 - 1      | Los Angeles F. C.      | Allianz Field              | 13 de septiembre | 19:00      |            |
| Sporting Kansas City | 3 - 0      | D. C. United           | Children's Mercy Park      | 13 de septiembre | 19:30      |            |
| Orlando City         | 0 - 1      | Atlanta United         | Exploria Stadium           | 14 de septiembre | 17:00      |            |
| Austin F. C.         | 3 - 0      | Real Salt Lake         | Q2 Stadium                 | 14 de septiembre | 20:15      |            |
| Colorado Rapids      | 2 - 1      | San Jose Earthquakes   | Dick's Sporting Goods Park | 14 de septiembre | 21:00      |            |
| Vancouver Whitecaps  | 3 - 0      | Los Angeles Galaxy     | BC Place                   | 14 de septiembre | 21:00      |            |

| Jornada 32             | Jornada 32 | Jornada 32         | Jornada 32                 | Jornada 32       | Jornada 32 | Jornada 32 |
| Local                  | Resultado  | Visitante          | Estadio                    | Fecha            | Hora       |            |
| ---------------------- | ---------- | ------------------ | -------------------------- | ---------------- | ---------- | ---------- |
| New York City          | 2 - 0      | New York Red Bulls | Yankee Stadium             | 17 de septiembre | 12:00      |            |
| Atlanta United         | 0 - 0      | Philadelphia Union | Mercedes-Benz Stadium      | 17 de septiembre | 14:30      |            |
| New England Revolution | 0 - 1      | C. F. Montréal     | Gillette Stadium           | 17 de septiembre | 18:30      |            |
| Orlando City           | 4 - 0      | Toronto F. C.      | Exploria Stadium           | 17 de septiembre | 18:30      |            |
| Chicago Fire           | 2 - 3      | Charlotte F. C.    | Soldier Field              | 17 de septiembre | 19:00      |            |
| Sporting Kansas City   | 4 - 1      | Minnesota United   | Children's Mercy Park      | 17 de septiembre | 19:30      |            |
| Austin F. C.           | 1 - 1      | Nashville S. C.    | Q2 Stadium                 | 17 de septiembre | 20:00      |            |
| Real Salt Lake         | 1 - 2      | F. C. Cincinnati   | Rio Tinto Stadium          | 17 de septiembre | 20:30      |            |
| Vancouver Whitecaps    | 2 - 1      | Seattle Sounders   | BC Place                   | 17 de septiembre | 21:00      |            |
| Los Angeles Galaxy     | 4 - 1      | Colorado Rapids    | Dignity Health Sports Park | 17 de septiembre | 21:30      |            |
| San Jose Earthquakes   | 1 - 1      | F. C. Dallas       | PayPal Park                | 17 de septiembre | 21:30      |            |
| Columbus Crew          | 1 - 1      | Portland Timbers   | Lower.com Field            | 18 de septiembre | 12:00      |            |
| D. C. United           | 2 - 3      | Inter Miami        | Audi Field                 | 18 de septiembre | 16:00      |            |
| Los Angeles F. C.      | 3 - 1      | Houston Dynamo     | Banc of California Stadium | 18 de septiembre | 21:30      |            |
| San Jose Earthquakes   | 2 - 3      | Los Angeles Galaxy | PayPal Park                | 24 de septiembre | 21:00      |            |
| Seattle Sounders       | 1 - 1      | F. C. Cincinnati   | CenturyLink Field          | 27 de septiembre | 21:00      |            |

| Jornada 33             | Jornada 33 | Jornada 33         | Jornada 33                 | Jornada 33       | Jornada 33 | Jornada 33 |
| Local                  | Resultado  | Visitante          | Estadio                    | Fecha            | Hora       |            |
| ---------------------- | ---------- | ------------------ | -------------------------- | ---------------- | ---------- | ---------- |
| San Jose Earthquakes   | 2 - 0      | Minnesota United   | PayPal Park                | 30 de septiembre | 17:00      |            |
| Toronto F. C.          | 0 - 1      | Inter Miami        | BMO Field                  | 30 de septiembre | 18:30      |            |
| New England Revolution | 2 - 1      | Atlanta United     | Gillette Stadium           | 1 de octubre     | 12:00      |            |
| Colorado Rapids        | 1 - 0      | F. C. Dallas       | Dick's Sporting Goods Park | 1 de octubre     | 14:30      |            |
| Charlotte F. C.        | 4 - 0      | Philadelphia Union | Bank of America Stadium    | 1 de octubre     | 18:00      |            |
| F. C. Cincinnati       | 2 - 3      | Chicago Fire       | TQL Stadium                | 1 de octubre     | 18:30      |            |
| Columbus Crew          | 2 - 1      | New York Red Bulls | Lower.com Field            | 1 de octubre     | 18:30      |            |
| C. F. Montréal         | 1 - 0      | D. C. United       | Saputo                     | 1 de octubre     | 18:30      |            |
| Vancouver Whitecaps    | 2 - 0      | Austin F. C.       | BC Place                   | 1 de octubre     | 21:00      |            |
| Los Angeles Galaxy     | 1 - 1      | Real Salt Lake     | Dignity Health Sports Park | 1 de octubre     | 21:30      |            |
| New York City          | 2 - 1      | Orlando City       | Yankee Stadium             | 2 de octubre     | 12:00      |            |
| Portland Timbers       | 1 - 2      | Los Angeles F. C.  | Providence Park            | 2 de octubre     | 14:00      |            |
| Sporting Kansas City   | 1 - 0      | Seattle Sounders   | Children's Mercy Park      | 2 de octubre     | 16:00      |            |
| Nashville S. C.        | 1 - 2      | Houston Dynamo     | Geodis Park                | 2 de octubre     | 19:30      |            |
| Inter Miami            | 4 - 1      | Orlando City       | DRV PNK Stadium            | 5 de octubre     | 19:00      |            |
| Charlotte F. C.        | 2 - 2      | Columbus Crew      | Bank of America Stadium    | 5 de octubre     | 19:30      |            |

| Jornada 34         | Jornada 34 | Jornada 34             | Jornada 34                 | Jornada 34   | Jornada 34 | Jornada 34 |
| Local              | Resultado  | Visitante              | Estadio                    | Fecha        | Hora       |            |
| ------------------ | ---------- | ---------------------- | -------------------------- | ------------ | ---------- | ---------- |
| Atlanta United     | 1 - 2      | New York City          | Mercedes-Benz Stadium      | 9 de octubre | 13:30      |            |
| Chicago Fire       | 1 - 1      | New England Revolution | Soldier Field              | 9 de octubre | 13:30      |            |
| D. C. United       | 2 - 5      | F. C. Cincinnati       | Audi Field                 | 9 de octubre | 13:30      |            |
| Inter Miami        | 1 - 3      | C. F. Montréal         | DRV PNK Stadium            | 9 de octubre | 13:30      |            |
| New York Red Bulls | 2 - 0      | Charlotte F. C.        | Red Bull Arena             | 9 de octubre | 13:30      |            |
| Orlando City       | 2 - 1      | Columbus Crew          | Exploria Stadium           | 9 de octubre | 13:30      |            |
| Philadelphia Union | 4 - 0      | Toronto F. C.          | Subaru Park                | 9 de octubre | 13:30      |            |
| Austin F. C.       | 1 - 1      | Colorado Rapids        | Q2 Stadium                 | 9 de octubre | 16:00      |            |
| F. C. Dallas       | 2 - 1      | Sporting Kansas City   | Toyota Stadium             | 9 de octubre | 16:00      |            |
| Houston Dynamo     | 1 - 3      | Los Angeles Galaxy     | PNC Stadium                | 9 de octubre | 16:00      |            |
| Los Angeles F. C.  | 0 - 1      | Nashville S. C.        | Banc of California Stadium | 9 de octubre | 16:00      |            |
| Minnesota United   | 2 - 0      | Vancouver Whitecaps    | Allianz Field              | 9 de octubre | 16:00      |            |
| Real Salt Lake     | 3 - 1      | Portland Timbers       | Rio Tinto Stadium          | 9 de octubre | 16:00      |            |
| Seattle Sounders   | 2 - 2      | San Jose Earthquakes   | CenturyLink Field          | 9 de octubre | 16:00      |            |

## Play-offs
Los play-offs de la MLS lo disputaron 14 para la temporada 2022. El mejor equipo de la conferencia este y oeste avanzaron automáticamente a las semifinales de conferencia, y los seis equipos restantes de cada conferencia clasificaron a la primera ronda. Los play-offs comenzaron el 15 de octubre y concluyeron con la final de la MLS Cup, que estuvo programada para el 5 de noviembre.

### Cuadro de desarrollo
|  | Primera ronda       | Primera ronda       | Primera ronda       |                    |       | Semifinales de conferencia | Semifinales de conferencia | Semifinales de conferencia |  |    | Finales de conferencia | Finales de conferencia | Finales de conferencia |  |    | MLS Cup            | MLS Cup        | MLS Cup        |  |
|  | 15 al 17 de octubre | 15 al 17 de octubre | 15 al 17 de octubre |                    |       | 20 al 23 de octubre        | 20 al 23 de octubre        | 20 al 23 de octubre        |  |    | 30 de octubre          | 30 de octubre          | 30 de octubre          |  |    | 5 de noviembre     | 5 de noviembre | 5 de noviembre |  |
|  |                     |                     |                     |                    |       |                            |                            |                            |  |    |                        |                        |                        |  |    |                    |                |                |  |
|  |                     |                     |                     |                    |       |                            |                            |                            |  |    |                        |                        |                        |  |    |                    |                |                |  |
|  |                     |                     |                     |                    |       |                            |                            |                            |  |    |                        |                        |                        |  |    |                    |                |                |  |
|  |                     |                     |                     |                    |       |                            |                            |                            |  |    |                        |                        |                        |  |    |                    |                |                |  |
|  |                     |                     |                     |                    |       |                            |                            |                            |  |    |                        |                        |                        |  |    |                    |                |                |  |
|  |                     | E1                  | Philadelphia Union  | 1                  |       |                            |                            |                            |  |    |                        |                        |                        |  |    |                    |                |                |  |
|  |                     |                     |                     | 1                  |       |                            |                            |                            |  |    |                        |                        |                        |  |    |                    |                |                |  |
|  |                     |                     | E5                  | F. C. Cincinnati   | 0     |                            |                            |                            |  |    |                        |                        |                        |  |    |                    |                |                |  |
|  | E4                  | New York Red Bulls  | E5                  | F. C. Cincinnati   | 0     | 1                          |                            |                            |  |    |                        |                        |                        |  |    |                    |                |                |  |
|  | E4                  | New York Red Bulls  |                     |                    |       |                            |                            |                            |  |    |                        |                        |                        |  |    |                    |                |                |  |
|  | E5                  | F. C. Cincinnati    | 2                   |                    |       |                            |                            |                            |  |    |                        |                        |                        |  |    |                    |                |                |  |
|  | E5                  | F. C. Cincinnati    | 2                   |                    |       |                            |                            |                            |  | E1 | Philadelphia Union     | 3                      |                        |  |    |                    |                |                |  |
|  | Conferencia Este    |                     |                     |                    |       |                            |                            |                            |  | E1 | Philadelphia Union     | 3                      |                        |  |    |                    |                |                |  |
|  |                     |                     | E3                  | New York City      | 1     |                            |                            |                            |  |    |                        |                        |                        |  |    |                    |                |                |  |
|  | E2                  | C. F. Montréal      | E3                  | New York City      | 1     | 2                          |                            |                            |  |    |                        |                        |                        |  |    |                    |                |                |  |
|  | E2                  | C. F. Montréal      |                     |                    |       |                            |                            |                            |  |    |                        |                        |                        |  |    |                    |                |                |  |
|  | E7                  | Orlando City        | 0                   |                    |       |                            |                            |                            |  |    |                        |                        |                        |  |    |                    |                |                |  |
|  | E7                  | Orlando City        | 0                   |                    | E2    | C. F. Montréal             | 1                          |                            |  |    |                        |                        |                        |  |    |                    |                |                |  |
|  |                     |                     |                     |                    | E2    | C. F. Montréal             | 1                          |                            |  |    |                        |                        |                        |  |    |                    |                |                |  |
|  |                     |                     | E3                  | New York City      | 3     |                            |                            |                            |  |    |                        |                        |                        |  |    |                    |                |                |  |
|  | E3                  | New York City       | E3                  | New York City      | 3     | 3                          |                            |                            |  |    |                        |                        |                        |  |    |                    |                |                |  |
|  | E3                  | New York City       |                     |                    |       |                            |                            |                            |  |    |                        |                        |                        |  |    |                    |                |                |  |
|  | E6                  | Inter Miami         | 0                   |                    |       |                            |                            |                            |  |    |                        |                        |                        |  |    |                    |                |                |  |
|  | E6                  | Inter Miami         | 0                   |                    |       |                            |                            |                            |  |    |                        |                        |                        |  | E1 | Philadelphia Union | 3 (0)          |                |  |
|  |                     |                     |                     |                    |       |                            |                            |                            |  |    |                        |                        |                        |  | E1 | Philadelphia Union | 3 (0)          |                |  |
|  |                     |                     | O1                  | Los Angeles F. C.  | 3 (3) |                            |                            |                            |  |    |                        |                        |                        |  |    |                    |                |                |  |
|  |                     |                     | O1                  | Los Angeles F. C.  | 3 (3) |                            |                            |                            |  |    |                        |                        |                        |  |    |                    |                |                |  |
|  |                     |                     |                     |                    |       |                            |                            |                            |  |    |                        |                        |                        |  |    |                    |                |                |  |
|  |                     |                     |                     |                    |       |                            |                            |                            |  |    |                        |                        |                        |  |    |                    |                |                |  |
|  |                     | O1                  | Los Angeles F. C.   | 3                  |       |                            |                            |                            |  |    |                        |                        |                        |  |    |                    |                |                |  |
|  |                     |                     |                     | 3                  |       |                            |                            |                            |  |    |                        |                        |                        |  |    |                    |                |                |  |
|  |                     |                     | O4                  | Los Angeles Galaxy | 2     |                            |                            |                            |  |    |                        |                        |                        |  |    |                    |                |                |  |
|  | O4                  | Los Angeles Galaxy  | O4                  | Los Angeles Galaxy | 2     | 1                          |                            |                            |  |    |                        |                        |                        |  |    |                    |                |                |  |
|  | O4                  | Los Angeles Galaxy  |                     |                    |       |                            |                            |                            |  |    |                        |                        |                        |  |    |                    |                |                |  |
|  | O5                  | Nashville S. C.     | 0                   |                    |       |                            |                            |                            |  |    |                        |                        |                        |  |    |                    |                |                |  |
|  | O5                  | Nashville S. C.     | 0                   |                    |       |                            |                            |                            |  | O1 | Los Angeles F. C.      | 3                      |                        |  |    |                    |                |                |  |
|  | Conferencia Oeste   |                     |                     |                    |       |                            |                            |                            |  | O1 | Los Angeles F. C.      | 3                      |                        |  |    |                    |                |                |  |
|  |                     |                     | O2                  | Austin F. C.       | 0     |                            |                            |                            |  |    |                        |                        |                        |  |    |                    |                |                |  |
|  | O2                  | Austin F. C.        | O2                  | Austin F. C.       | 0     | 2 (3)                      |                            |                            |  |    |                        |                        |                        |  |    |                    |                |                |  |
|  | O2                  | Austin F. C.        |                     |                    |       |                            |                            |                            |  |    |                        |                        |                        |  |    |                    |                |                |  |
|  | O7                  | Real Salt Lake      | 2 (1)               |                    |       |                            |                            |                            |  |    |                        |                        |                        |  |    |                    |                |                |  |
|  | O7                  | Real Salt Lake      | 2 (1)               |                    | O2    | Austin F. C.               | 2                          |                            |  |    |                        |                        |                        |  |    |                    |                |                |  |
|  |                     |                     |                     |                    | O2    | Austin F. C.               | 2                          |                            |  |    |                        |                        |                        |  |    |                    |                |                |  |
|  |                     |                     | O3                  | F. C. Dallas       | 1     |                            |                            |                            |  |    |                        |                        |                        |  |    |                    |                |                |  |
|  | O3                  | F. C. Dallas        | O3                  | F. C. Dallas       | 1     | 1 (5)                      |                            |                            |  |    |                        |                        |                        |  |    |                    |                |                |  |
|  | O3                  | F. C. Dallas        |                     |                    |       |                            |                            |                            |  |    |                        |                        |                        |  |    |                    |                |                |  |
|  | O6                  | Minnesota United    | 1 (4)               |                    |       |                            |                            |                            |  |    |                        |                        |                        |  |    |                    |                |                |  |
|  | O6                  | Minnesota United    | 1 (4)               |                    |       |                            |                            |                            |  |    |                        |                        |                        |  |    |                    |                |                |  |
|  |                     |                     |                     |                    |       |                            |                            |                            |  |    |                        |                        |                        |  |    |                    |                |                |  |

### Primera ronda
Conferencia Este
| 15 de octubre | New York Red Bulls | 1 – 2   | F. C. Cincinnati                  | Red Bull Arena, Harrison                                   |                                                            |
| 11:00 (UTC-5) | Morgan 48'         | Reporte | - Acosta 74' (pen.) - Vazquez 86' | Asistencia: 17 113 espectadores Árbitro(s): Alex Chilowicz | Asistencia: 17 113 espectadores Árbitro(s): Alex Chilowicz |

| 16 de octubre | C. F. Montréal                       | 2 – 0   | Orlando City | Estadio Saputo, Montreal                                  |                                                           |
| 19:00 (UTC-5) | - Koné 68' - Mihailović 90+9' (pen.) | Reporte |              | Asistencia: 19 619 espectadores Árbitro(s): Ismail Elfath | Asistencia: 19 619 espectadores Árbitro(s): Ismail Elfath |

| 17 de octubre | New York City                                     | 3 – 0   | Inter Miami | Citi Field, Nueva York                                     |                                                            |
| 18:00 (UTC-5) | - Gabriel Pereira 63' - Morález 69' - Héber 90+2' | Reporte |             | Asistencia: 18 066 espectadores Árbitro(s): Rubiel Vazquez | Asistencia: 18 066 espectadores Árbitro(s): Rubiel Vazquez |

Conferencia Oeste
| 15 de octubre | Los Angeles Galaxy | 1 – 0   | Nashville S. C. | Dignity Health Sports Park, Carson                             |                                                                |
| 14:00 (UTC-5) | Araujo 60'         | Reporte |                 | Asistencia: 22 280 espectadores Árbitro(s): Armando Villarreal | Asistencia: 22 280 espectadores Árbitro(s): Armando Villarreal |

| 16 de octubre | Austin F. C.                  | 2 – 2 (t. s.)(3 – 1 p.)    | Real Salt Lake                    | Q2 Stadium, Austin                                       |                                                          |
| 14:00 (UTC-5) | Driussi 31', 90+4' (pen.)     | Reporte                    | Córdova 3', 15' (pen.)            | Asistencia: 20 738 espectadores Árbitro(s): Victor Rivas | Asistencia: 20 738 espectadores Árbitro(s): Victor Rivas |
|               |                               | Tiros desde el punto penal |                                   |                                                          |                                                          |
|               | - Driussi - Fagúndez - Rigoni |                            | - Silva - Brody - Ojeda - Schmitt |                                                          |                                                          |

| 17 de octubre | F. C. Dallas                                   | 1 – 1 (t. s.)(5 – 4 p.)    | Minnesota United                               | Estadio Toyota, Frisco                                |                                                       |
| 20:30 (UTC-5) | Quignon 64'                                    | Reporte                    | Reynoso 53'                                    | Asistencia: 19 096 espectadores Árbitro(s): Ted Unkel | Asistencia: 19 096 espectadores Árbitro(s): Ted Unkel |
|               |                                                | Tiros desde el punto penal |                                                |                                                       |                                                       |
|               | - Jara - Lletget - Hedges - Ferreira - Velasco |                            | - Reynoso - Trapp - Arriaga - Benítez - García |                                                       |                                                       |

### Semifinales de conferencia
Conferencia Este
| 20 de octubre | Philadelphia Union | 1 – 0   | F. C. Cincinnati | Subaru Park, Chester                                     |                                                          |
| 19:00 (UTC-5) | Flach 59'          | Reporte |                  | Asistencia: 19 289 espectadores Árbitro(s): Timothy Ford | Asistencia: 19 289 espectadores Árbitro(s): Timothy Ford |

| 23 de octubre | C. F. Montréal | 1 – 3   | New York City                                        | Estadio Saputo, Montreal                                 |                                                          |
| 12:00 (UTC-5) | Mihailović 85' | Reporte | - Morález 6' - Héber 45+3' - Talles Magno 61' (pen.) | Asistencia: 19 619 espectadores Árbitro(s): Drew Fischer | Asistencia: 19 619 espectadores Árbitro(s): Drew Fischer |

Conferencia Oeste
| 20 de octubre | Los Angeles F. C.                 | 3 – 2   | Los Angeles Galaxy            | Banc of California Stadium, Los Ángeles                   |                                                           |
| 21:00 (UTC-5) | - Bouanga 23', 80' - Arango 90+3' | Reporte | - Grandsir 44' - Joveljić 85' | Asistencia: 22 305 espectadores Árbitro(s): Allen Chapman | Asistencia: 22 305 espectadores Árbitro(s): Allen Chapman |

| 23 de octubre | Austin F. C.               | 2 – 1   | F. C. Dallas | Q2 Stadium, Austin                                           |                                                              |
| 19:00 (UTC-5) | - Djitté 26' - Driussi 29' | Reporte | Velasco 65'  | Asistencia: 20 738 espectadores Árbitro(s): Joseph Dickerson | Asistencia: 20 738 espectadores Árbitro(s): Joseph Dickerson |

### Finales de conferencia
Conferencia Este
| 30 de octubre | Philadelphia Union                      | 3 – 1   | New York City | Subaru Park, Chester                                      |                                                           |
| 19:00 (UTC-5) | - Carranza 65' - Gazdag 67' - Burke 76' | Reporte | Morález 57'   | Asistencia: 19 770 espectadores Árbitro(s): Allen Chapman | Asistencia: 19 770 espectadores Árbitro(s): Allen Chapman |

Conferencia Oeste
| 30 de octubre | Los Angeles F. C.                            | 3 – 0   | Austin F. C. | Banc of California Stadium, Los Ángeles                        |                                                                |
| 14:00 (UTC-5) | - Arango 29' - Urruti 62' (a.g.) - Opoku 81' | Reporte |              | Asistencia: 22 175 espectadores Árbitro(s): Armando Villarreal | Asistencia: 22 175 espectadores Árbitro(s): Armando Villarreal |

### MLS Cup 2022
| 5 de noviembre | Los Angeles F. C.                        | 3 – 3 (t. s.)(3 – 0 p.)    | Philadelphia Union                 | Banc of California Stadium, Los Ángeles                   |                                                           |
| 15:00 (UTC-5)  | - Acosta 28' - Murillo 83' - Bale 120+8' | Reporte                    | - Gazdag 59' - Elliott 85', 120+4' | Asistencia: 22 384 espectadores Árbitro(s): Ismail Elfath | Asistencia: 22 384 espectadores Árbitro(s): Ismail Elfath |
|                |                                          | Tiros desde el punto penal |                                    |                                                           |                                                           |
|                | - Tello - Bouanga - Hollingshead - Ilie  |                            | - Gazdag · - Martínez - Wagner     |                                                           |                                                           |

|                                       |
|                                       |
| Campeón Los Angeles F. C. 1.er título |

## Estadísticas

### Goleadores
- Actualizado el 15 de octubre de 2022.[10]

| Jugador           | Equipo               | Goles | Partidos |
| ----------------- | -------------------- | ----- | -------- |
| Hany Mukhtar      | Nashville SC         | 23    | 33       |
| Sebastián Driussi | Austin FC            | 22    | 34       |
| Dániel Gazdag     | Philadelphia Union   | 22    | 34       |
| Brenner           | FC Cincinnati        | 18    | 29       |
| Jesús Ferreira    | FC Dallas            | 18    | 33       |
| Javier Hernández  | Los Angeles Galaxy   | 18    | 32       |
| Brandon Vazquez   | FC Cincinnati        | 18    | 33       |
| Jeremy Ebobisse   | San Jose Earthquakes | 17    | 34       |
| Cristian Arango   | Los Angeles FC       | 16    | 34       |
| Gonzalo Higuaín   | Inter Miami CF       | 16    | 28       |
| Diego Rubio       | Colorado Rapids      | 16    | 30       |

### Asistencias
| Luciano Acosta                              | FC Cincinnati          | 19 | 30 |
| Diego Fagúndez                              | Austin FC              | 15 | 34 |
| Kai Wagner                                  | Philadelphia Union     | 15 | 33 |
| Cristian Espinoza                           | San Jose Earthquakes   | 14 | 34 |
| Carles Gil                                  | New England Revolution | 14 | 33 |
| Santiago Rodríguez                          | New York City FC       | 13 | 32 |
| Thiago Almada                               | Atlanta United FC      | 12 | 29 |
| Lucas Zelarayán                             | Columbus Crew          | 12 | 29 |
| Última actualización: 15 de octubre de 2022 |                        |    |    |

### Porterías imbatidas
| Andre Blake                                 | Philadelphia Union | 15 | 34 |
| Sean Johnson                                | New York City FC   | 14 | 34 |
| Gabriel Słonina                             | Chicago Fire       | 12 | 32 |
| Zac MacMath                                 | Real Salt Lake     | 10 | 34 |
| Maxime Crépeau                              | Los Angeles FC     | 9  | 33 |
| Pedro Gallese                               | Orlando City SC    | 9  | 32 |
| Eloy Room                                   | Columbus Crew      | 9  | 34 |
| Joe Willis                                  | Nashville SC       | 9  | 32 |
| William Yarbrough                           | Colorado Rapids    | 9  | 34 |
| Última actualización: 15 de octubre de 2022 |                    |    |    |

## Premios y reconocimientos

### Jugador de la semana
| Semana    | Futbolista           | Equipo               |
| --------- | -------------------- | -------------------- |
| Semana 1  | Carlos Vela          | Los Angeles FC       |
| Semana 2  | Lewis Morgan         | New York Red Bulls   |
| Semana 3  | Dayne St. Clair      | Minnesota United FC  |
| Semana 4  | Jesús Ferreira       | FC Dallas            |
| Semana 5  | Javier Hernández     | Los Angeles Galaxy   |
| Semana 6  | Leonardo Campana     | Inter Miami CF       |
| Semana 7  | Valentín Castellanos | New York City FC     |
| Semana 8  | Cristian Espinoza    | San Jose Earthquakes |
| Semana 9  | Kamal Miller         | CF Montréal          |
| Semana 10 | Ronaldo Cisneros     | Atlanta United FC    |
| Semana 11 | Sebastián Blanco     | Portland Timbers     |
| Semana 12 | Jamiro Monteiro      | San Jose Earthquakes |
| Semana 13 | Sebastián Ferreira   | Houston Dynamo       |
| Semana 14 | Dejan Joveljić       | Los Angeles Galaxy   |
| Semana 15 | Luquinhas            | New York Red Bulls   |
| Semana 16 | Hany Mukhtar         | Nashville SC         |
| Semana 17 | Brenner              | FC Cincinnati        |
| Semana 18 | Taxiarchis Fountas   | D. C. United         |
| Semana 19 | Julián Carranza      | Philadelphia Union   |
| Semana 20 | Jhon Durán           | Chicago Fire         |
| Semana 21 | Emanuel Reynoso      | Minnesota United FC  |
| Semana 22 | Michael Bradley      | Toronto FC           |
| Semana 23 | Gonzalo Higuaín      | Inter Miami CF       |
| Semana 24 | Gyasi Zardes         | Colorado Rapids      |
| Semana 25 | Alejandro Pozuelo    | Inter Miami CF       |
| Semana 26 | Julián Carranza      | Philadelphia Union   |
| Semana 27 | Dániel Gazdag        | Philadelphia Union   |
| Semana 28 | Hany Mukhtar         | Nashville SC         |
| Semana 29 | Hany Mukhtar         | Nashville SC         |
| Semana 30 | Brenner              | FC Cincinnati        |
| Semana 31 | Moussa Djitté        | Austin FC            |
| Semana 32 | Karol Świderski      | Charlotte FC         |
| Semana 33 | Daniel Ríos          | Charlotte FC         |
| Semana 34 | Brenner              | FC Cincinnati        |

### Gol de la semana
| Semana    | Futbolista            | Equipo                 |
| --------- | --------------------- | ---------------------- |
| Semana 1  | Yimmi Chará           | Portland Timbers       |
| Semana 2  | Efraín Álvarez        | Los Angeles Galaxy     |
| Semana 3  | Alan Velasco          | FC Dallas              |
| Semana 4  | Thiago Almada         | Atlanta United FC      |
| Semana 5  | João Paulo            | Seattle Sounders       |
| Semana 6  | Jordy Alcívar         | Charlotte FC           |
| Semana 7  | Ismael Tajouri-Shradi | Los Angeles FC         |
| Semana 8  | Leonardo Campana      | Inter Miami FC         |
| Semana 9  | Sebastián Ferreira    | Houston Dynamo         |
| Semana 10 | Ronaldo Cisneros      | Atlanta United FC      |
| Semana 11 | Cristian Roldán       | Seattle Sounders       |
| Semana 12 | Raúl Ruidíaz          | Seattle Sounders       |
| Semana 13 | Adam Buksa            | New England Revolution |
| Semana 14 | Raúl Ruidíaz          | Seattle Sounders       |
| Semana 15 | Luquinhas             | New York Red Bulls     |
| Semana 16 | Luiz Araújo           | Atlanta United FC      |
| Semana 17 | Daniel Pereira        | Austin FC              |
| Semana 18 | Seans Davis           | Nashville SC           |
| Semana 19 | Roger Espinoza        | Sporting Kansas City   |
| Semana 20 | Diego Fagúndez        | Austin FC              |
| Semana 21 | Yordy Reyna           | Charlotte FC           |
| Semana 22 | Sebastián Driussi     | Austin FC              |
| Semana 23 | Gonzalo Higuaín       | Inter Miami FC         |
| Semana 24 | Gareth Bale           | Los Angeles FC         |
| Semana 25 | Thiago Almada         | Atlanta United FC      |
| Semana 26 | Domenico Criscito     | Toronto FC             |
| Semana 27 | Diego Fagúndez        | Austin FC              |
| Semana 28 | Riqui Puig            | Los Angeles Galaxy     |
| Semana 29 | Djordje Mihailović    | CF Montréal            |
| Semana 30 | Thiago Almada         | Atlanta United FC      |
| Semana 31 | Carlos Vela           | Los Angeles FC         |
| Semana 32 | Javier Hernández      | Los Angeles Galaxy     |
| Semana 33 | Josef Martínez        | Atlanta United FC      |
| Semana 34 | Brenner               | FC Cincinnati          |

### Jugador del mes
| Mes                | Futbolista        | Equipo        | Estadísticas                       | Ref.   |
| ------------------ | ----------------- | ------------- | ---------------------------------- | ------ |
| Febrero/Marzo      | Lucas Zelarayán   | Columbus Crew | 4 partidos, 4 goles, 1 asistencia  | [ 11 ] |
| Abril              | Sebastián Driussi | Austin FC     | 5 partidos, 4 goles, 1 asistencia  | [ 12 ] |
| Mayo               | Paul Arriola      | FC Dallas     | 5 partidos, 6 goles                | [ 13 ] |
| Junio              | Luciano Acosta    | FC Cincinnati | 3 partidos, 1 gol, 3 asistencias   | [ 14 ] |
| Julio              | Sebastián Driussi | Austin FC     | 6 partidos, 5 goles, 3 asistencias | [ 15 ] |
| Agosto             | Hany Mukhtar      | Nashville SC  | 7 partidos, 7 goles, 5 asistencias | [ 16 ] |
| Septiembre/Octubre | Brenner           | FC Cincinnati | 5 partidos, 9 goles, 2 asistencias | [ 17 ] |

### Premios anuales
| Premio                    | Ganador          | Equipo             |
| ------------------------- | ---------------- | ------------------ |
| Jugador Más Valioso       | Hany Mukhtar     | Nashville SC       |
| Bota de Oro               | Hany Mukhtar     | Nashville SC       |
| Entrenador del año        | Jim Curtin       | Philadelphia Union |
| Portero del año           | Andre Blake      | Philadelphia Union |
| Defensa del año           | Jakob Glesnes    | Philadelphia Union |
| Jugador joven del año     | Jesús Ferreira   | FC Dallas          |
| Contratación del año      | Thiago Almada    | Atlanta United FC  |
| Atajada del año           | Pedro Gallese    | Orlando City SC    |
| Gol del año               | Josef Martínez   | Atlanta United FC  |
| Espíritu de superación    | Gonzalo Higuaín  | Inter Miami FC     |
| Humanitario del año       | Alejandro Bedoya | Philadelphia Union |
| Árbitro del año           | Ismail Elfath    | Ismail Elfath      |
| Árbitro asistente del año | Corey Rockwell   | Corey Rockwell     |

### Equipo ideal de la temporada
El 2 de noviembre se anunció el equipo ideal de la temporada (denominada MLS Best XI), que reconoce a los 11 mejores jugadores de la Major League Soccer.
| Pos. | Futbolista        | Equipo             |
| ---- | ----------------- | ------------------ |
| POR  | Andre Blake       | Philadelphia Union |
| DEF  | Jakob Glesnes     | Philadelphia Union |
| DEF  | Kai Wagner        | Philadelphia Union |
| DEF  | Walker Zimmerman  | Nashville SC       |
| MED  | Luciano Acosta    | FC Cincinnati      |
| MED  | Sebastián Driussi | Austin FC          |
| MED  | Dániel Gazdag     | Philadelphia Union |
| MED  | Hany Mukhtar      | Nashville SC       |
| DEL  | Jesús Ferreira    | FC Dallas          |
| DEL  | Brandon Vazquez   | FC Cincinnati      |
| DEL  | Carlos Vela       | Los Angeles FC     |